# Culinária Austríaca
A culinária austríaca é um estilo de culinária nativo da Áustria e composto por influências da Europa Central e de todo o antigo Império Austro-Húngaro. A culinária austríaca é mais frequentemente associada à culinária vienense, mas existem variações regionais significativas.

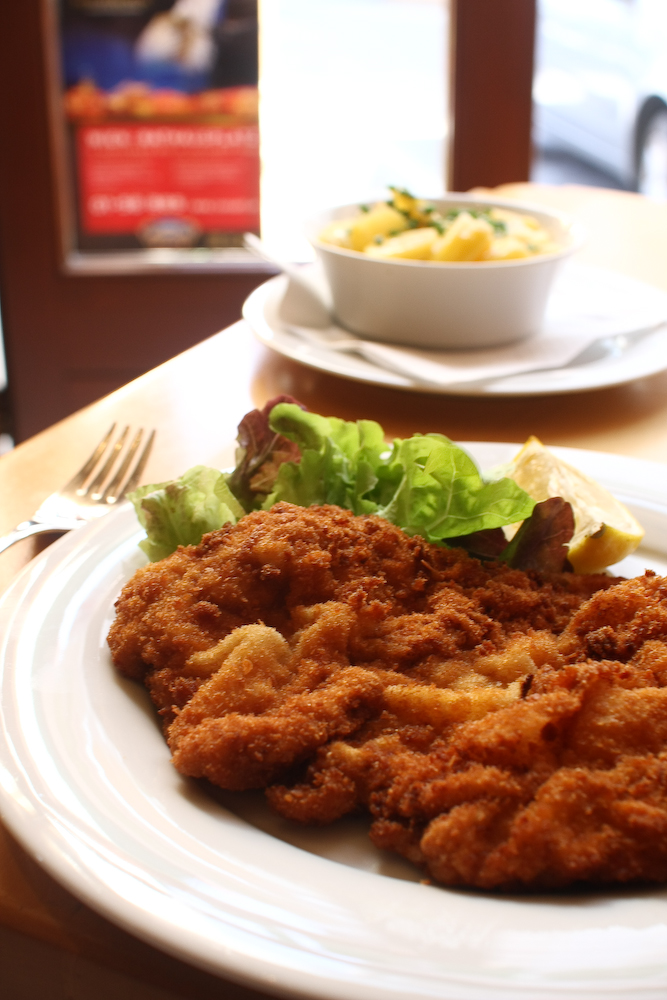
Wiener Schnitzel, um prato austríaco tradicional feito com carne desossada, diluída com um martelo (preparação estilo escalope) e frita com uma camada de farinha, ovo e pão ralado

## Hora das refeições

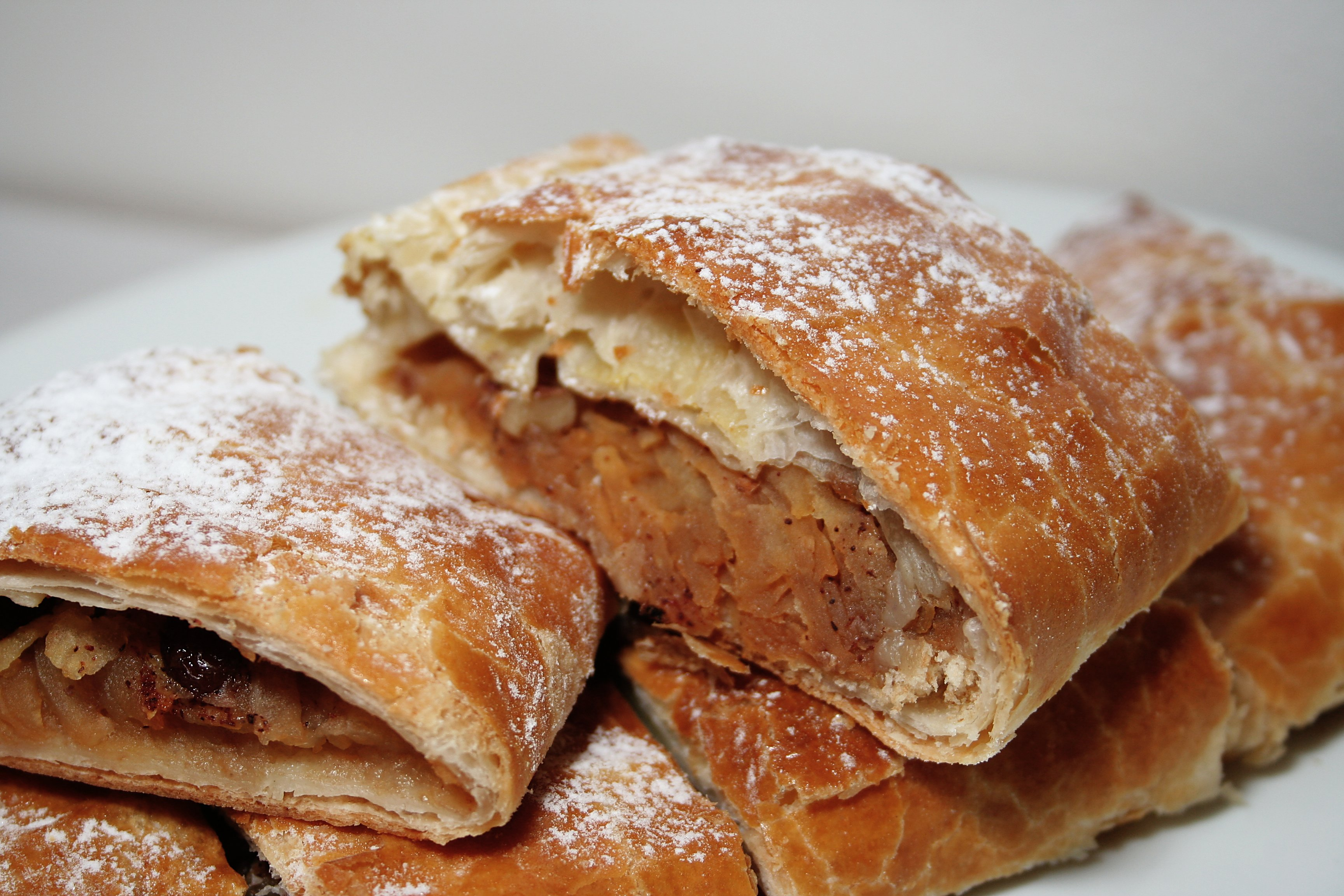
Apfelstrudel

O café da manhã é do tipo "continental", geralmente composto por pãezinhos com compota ou charcutaria e queijo, acompanhados de café, chá ou suco. A refeição do meio-dia era tradicionalmente a refeição principal do dia, mas nos tempos modernos, como os austríacos trabalham mais horas longe de casa, esse não é mais o caso. A refeição principal costuma ser feita à noite.
Um lanche no meio da manhã ou da tarde, composto por uma fatia de pão coberto com queijo ou presunto é chamado de Jause; uma versão mais substancial, semelhante a um "almoço de lavrador" britânico, é chamada de Brettljause, em homenagem à tábua de madeira na qual é tradicionalmente servido.

### Pratos populares de Viena
- Rindsuppe (sopa de carne), uma sopa clara com cor dourada
- Tafelspitz,[2] carne bovina fervida em caldo (sopa), geralmente servida com maçã e molho de raiz-forte e cebolinha
- Gulasch (goulash),[3] :21 um preparo como o do hotpot chinês, mas semelhante ao pörkölt húngaro. O goulash austríaco costuma ser comido com pãezinhos, pão ou bolinhos (Semmelknödel)
- Beuschel, um ragu que contém pulmões e coração
- Liptauer, :135 uma pasta de queijo picante, comido em uma fatia de pão
- Selchfleisch, carne que é defumada, depois cozida, servida com chucrute e bolinhos
- Powidl, um doce espesso feito de ameixas
- Apfelstrudel, strudel de maçã
- Topfenstrudel, strudel de cream cheese
- Millirahmstrudel, strudel de creme de leite
- Palatschinken, panquecas semelhantes aos Crepes franceses, recheadas com geleia, polvilhadas com açúcar, etc. Elas também são servidas em versões salgadas, por exemplo, com espinafre e queijo.
- Kaiserschmarrn, panqueca macia e fofa rasgada em pedaços e ligeiramente torrada em uma panela, servida com compota, purê de maçã ou ameixas cozidas.
- Germknödel, um bolinho de massa de fermento fofo recheado com geleia de ameixa (Powidl), guarnecido com manteiga derretida e uma mistura de sementes de papoula e açúcar de confeiteiro, às vezes servido com creme de baunilha
- Marillenknödel, um bolinho recheado com um damasco e coberto com streusel e açúcar de confeiteiro. A massa é feita de batata ou Topfen.
- Saftgulasch (guisado suculento), também conhecido como Goulash austríaco ou Wienese, é um toque austríaco do prato tradicional húngaro. A característica do Saftgulash é que ele é preparado exclusivamente com carne magra e grande quantidade de cebolas, pelo menos dois terços da quantidade de carne utilizada. Nenhum outro vegetal é adicionado e deve ser cozido lentamente por pelo menos 3 horas. O resultado final é um molho marrom escuro espesso com pedaços de carne macia derretendo.
- Wurstsemmel (rolos de presunto), basicamente pãezinhos fatiados contendo uma fatia de presunto, ou salsicha (Leberkäse), ou também presunto e queijo

## Carne

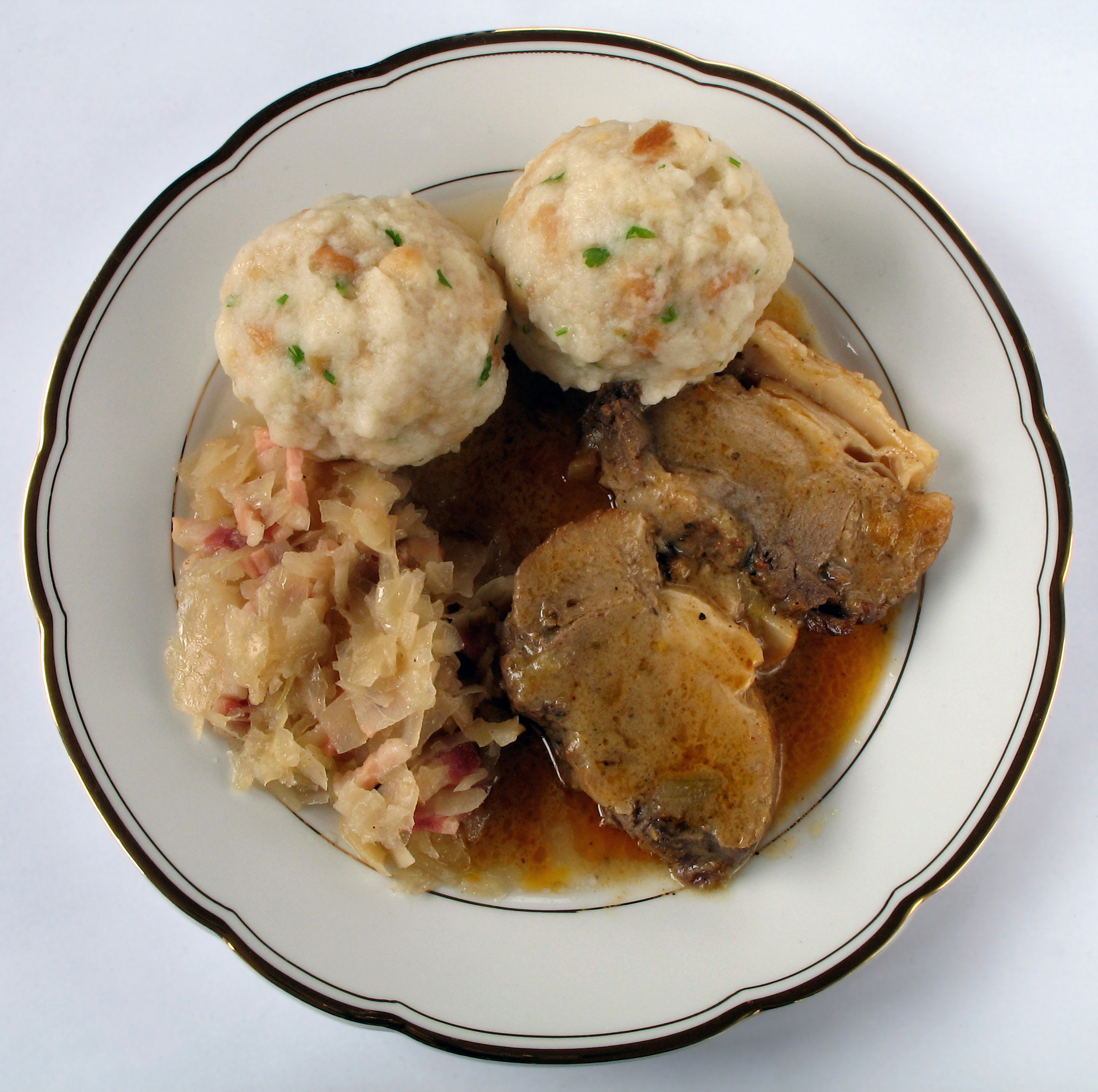
Schweinsbraten (porco assado) com bolinho de massa Semmelknödel e salada de repolho

As carnes mais populares na Áustria são a bovina, suína, frango, peru e ganso. O proeminente Wiener Schnitzel é tradicionalmente feito de vitela. A carne de porco, em particular, é usada extensivamente, com muitos pratos usando miudezas e partes como focinho e pés.
Os açougueiros austríacos usam vários cortes especiais de carne, incluindo Tafelspitz (boi) e Fledermaus (porco). Fledermaus (alemão para "morcego") é um corte de carne de porco do osso do presunto que se assemelha ao animal alado. É descrito como "muito suculento, um tanto gorduroso e atravessado por tendões"; o último fato o torna adequado para cozinhar ao vapor, refogar ou fritar após amaciar em uma marinada.
A culinária austríaca tem muitas salsichas diferentes, como Frankfurter, Krainer Wurst de Carniola (Krain), Debreziner (originário de Debrecen, na Hungria) ou Burenwurst, Blunzn feito de sangue de porco e Grüne Würstl - salsichas verdes. Verde significa cru neste contexto - as salsichas são secas ao ar e consumidas cozidas. O bacon na Áustria é chamado de Speck, o bacon pode ser defumado, cru, salgado, temperado etc. O bacon é usado em muitas receitas tradicionais como tempero salgado. Leberkäse é um pedaço de carne enlatada, porco e bacon - não contém fígado nem queijo, apesar do nome. Vanillerostbraten é um prato de carne com alho.

### Caça
A Áustria tem uma antiga tradição de caça, pois há muitos bosques em todo o país. Na temporada de outono, muitos restaurantes austríacos oferecem tradicionalmente caça em seu menu, juntamente com vegetais e frutas da estação, como abóboras da Estíria. Os alvos usuais são:
- Veado: "Hirsch"
- Javali: "Wildschwein"
- Corça: "Reh"
- Dama Dama: "Damhirsch"
- Lebre-comum: "Hase / Feldhase"
- Faisão-comum: "Fasan"
- Pato: "Ente"
- Perdiz cinzenta: "Rebhuhn"

Os nomes alemães de animais de caça seguidos de -braten significam um prato de caça assada: Hirschbraten é veado assado.

## Doces

### Bolos

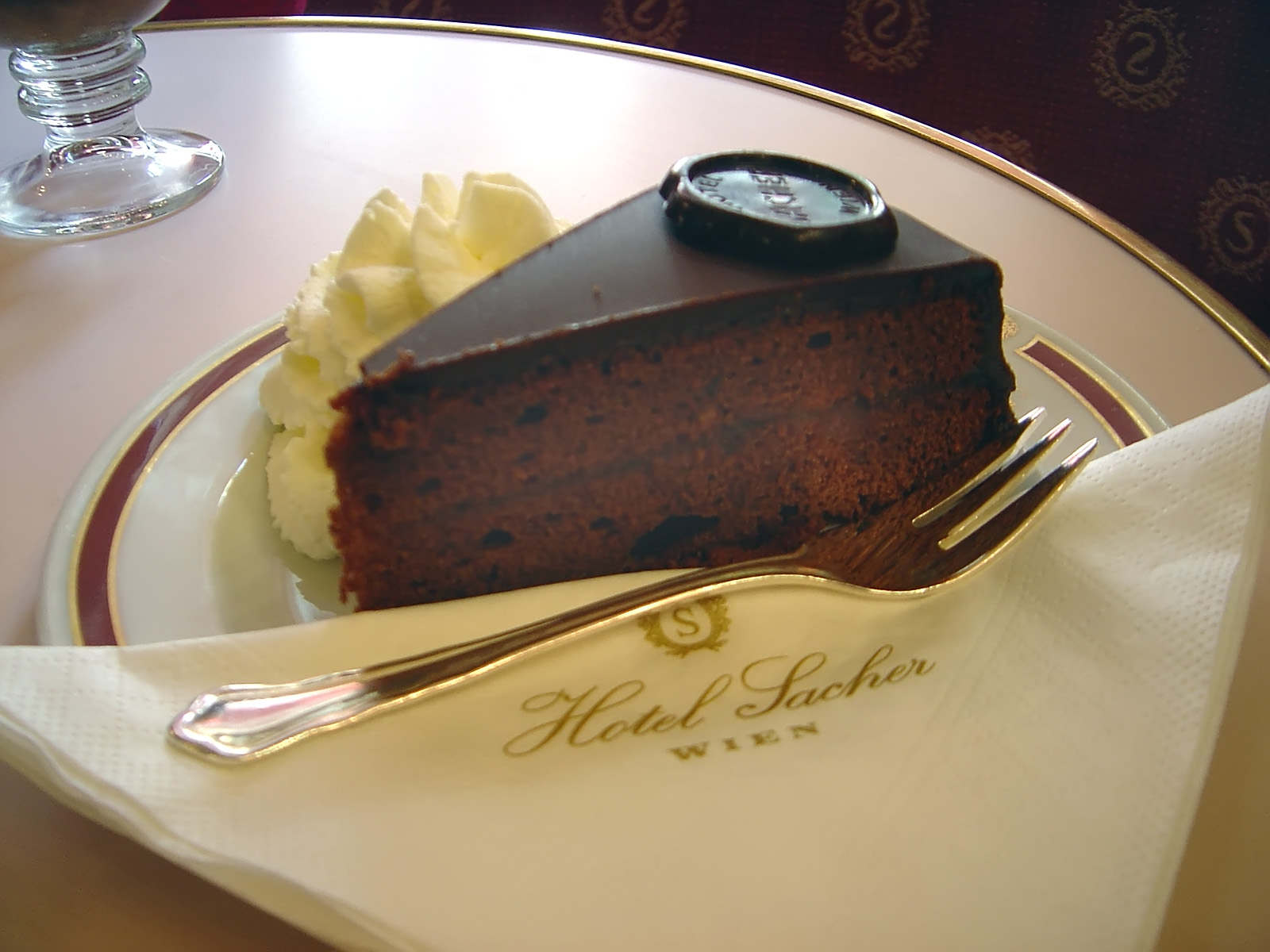
O Sachertorte original, como servido no Hotel Sacher de Viena

Os bolos e doces austríacos são uma característica bem conhecida da sua cozinha. Talvez o mais famoso seja o Sachertorte, um bolo de chocolate com recheio de geleia de damasco, tradicionalmente comido com chantilly. Entre os bolos com mais tradição está a torta Linzer. Outros favoritos incluem o Dobostorte com sabor de caramelo e a delicada Torte Esterhazy em camadas, nomeada em homenagem ao Príncipe Esterházy (ambos originários da Hungria durante o Império Austro-Húngaro), bem como uma série de bolos feitos com frutas frescas e creme. Punschkrapfen é um doce austríaco clássico, um bolo recheado com migalhas de bolo, chocolate nougat, compota de damasco e depois embebido com rum. Tirolerkuchen é um bolo de café com avelã e chocolate.

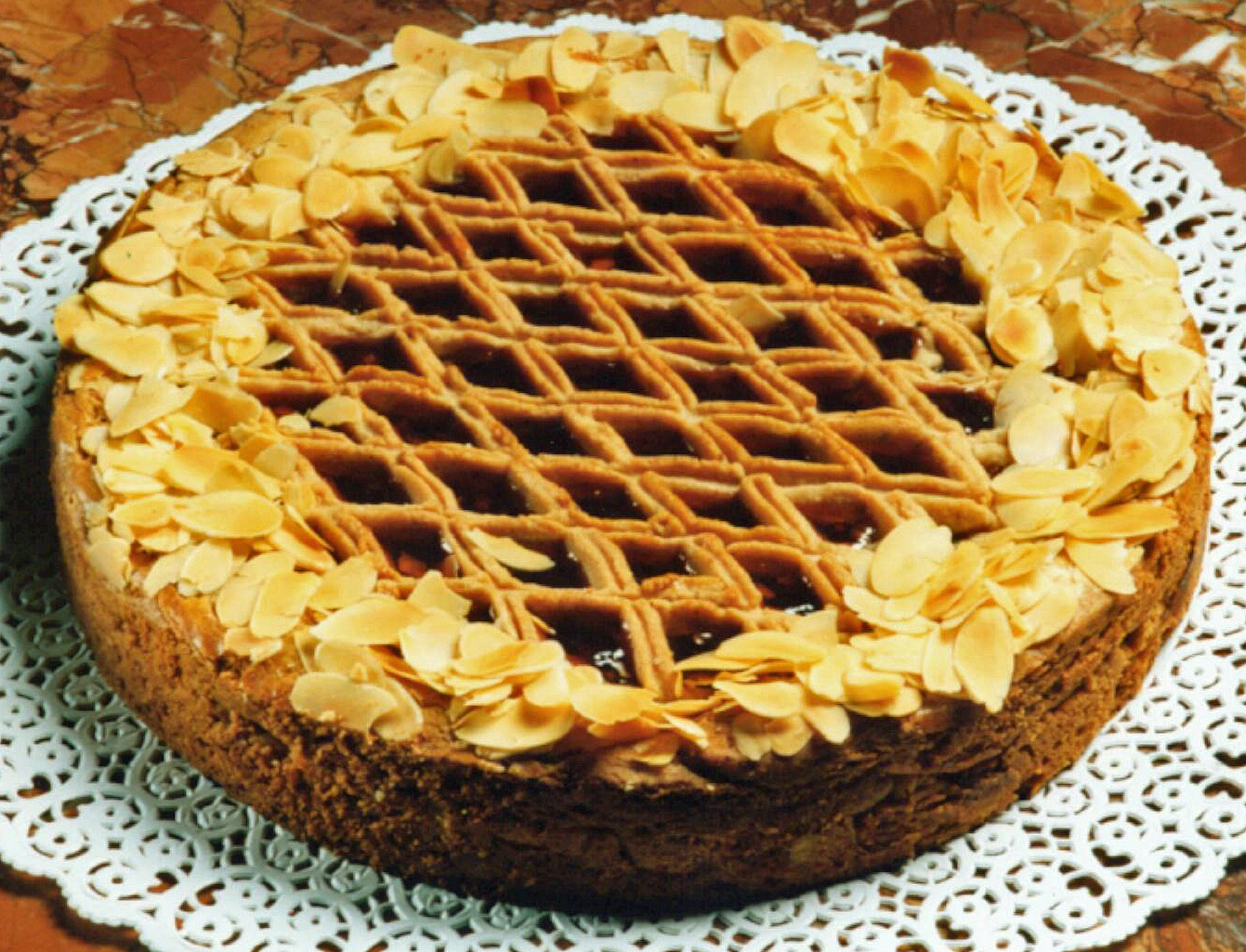
Linzer Torte

Esses bolos são tipicamente complexos e difíceis de fazer. Eles podem ser comidos em um café ou comprados em fatias na padaria. Um "Konditorei" é um fabricante de bolos especializado e as designações "Café-Konditorei" e "Bäckerei-Konditorei" são indicadores comuns de que o café ou padaria em questão é especializado neste campo.

### Sobremesas
As sobremesas austríacas são geralmente um pouco menos complicadas do que os bolos elaborados descritos acima. A mais famosa delas é o Apfelstrudel (strudel de maçã), camadas de massa fina envolvendo um recheio de maçã, geralmente com canela e passas. Outros strudels também são populares, como aqueles recheados com requeijão adoçado chamado Topfen, cereja azeda (Weichselstrudel), cereja doce e strudel de semente de papoula (Mohnstrudel).
Outro favorito é Kaiserschmarr'n, uma rica panqueca doce e fofa feita com passas e outras frutas, quebrada em pedaços e servida com uma compota de frutas (tradicionalmente feita de ameixas chamadas Zwetschkenröster) para mergulhar, enquanto uma especialidade de Salzburgo é o merengue "Salzburger Nocken". Diz-se que a massa dinamarquesa é originária de Viena e na Dinamarca é chamada wienerbrød (pão vienense). A pastelaria dinamarquesa usa uma massa na cozinha clássica conhecida como "Massa Vienense", feita de finas camadas de manteiga e massa de farinha, importada para a Dinamarca por padeiros austríacos contratados durante uma greve entre os trabalhadores em padarias dinamarquesas em 1850.

## Bebidas

### Café

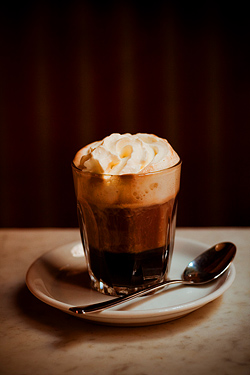
Um Einspänner é servido classicamente em um copo

Segundo a lenda popular, a Áustria é considerada a introdutora do café na Europa, depois que sacos de grãos de café foram deixados para trás pelo exército turco em retirada após a Batalha de Viena, em 1683. Embora os primeiros cafés tenham surgido na Europa alguns anos antes, a tradição dos cafés vienenses tornou-se uma parte importante da identidade da cidade.
O café é servido em uma variedade de estilos, principalmente nos cafés vienenses. Um Mokka austríaco ou Kleiner Schwarzer é semelhante ao expresso, mas é extraído mais lentamente. Outros estilos são preparados a partir do Mokka:
- großer Schwarzer - um Mokka duplo
- Kleiner Brauner ou großer Brauner - Mokka simples ou duplo com leite
- Verlängerter - "alongado" (ou seja, diluído) Mokka com mais água e leite
- Melange - meio Mokka, meio leite aquecido, geralmente coberto com espuma de leite
- Franziskaner - Melange coberto com chantilly e espuma de leite
- Kapuziner - Kleiner Schwarzer mais creme chantilly
- Einspänner - großer Schwarzer coberto com chantilly
- Wiener Eiskaffee - Mokka gelado com sorvete de baunilha, coberto com chantilly

Os cafés de estilos italianos como cappuccino, expresso e caffè latte também são comumente servidos.
Tradicionalmente, o café é servido com um copo de água sem gás.
Beber café junto é uma atividade social importante na cultura austríaca. É bastante comum os austríacos convidarem amigos ou vizinhos para um café com bolo. Essa atividade rotineira pode ser comparada à tradição do chá da tarde britânico. Também é muito comum ir a um café durante o namoro.

### Chocolate quente
O chocolate quente vienense é muito rico, contendo creme de leite em adição ao chocolate, e às vezes engrossado com gema de ovo.

### Refrigerantes
Almdudler é um refrigerante austríaco baseado em ervas da montanha e com um sabor que lembra bebidas de flor de sabugueiro. É considerada a "bebida nacional da Áustria" e é popularmente utilizada como misturador de vinho branco ou água. Embora a Red Bull seja popular em todo o Ocidente, a empresa de bebidas energéticas começou na Áustria. A sede da empresa Red Bull está localizada em Fuschl, perto de Salzburgo.

### Cerveja
A cerveja é geralmente vendida nos seguintes tamanhos: 0,2 litro (um Pfiff), 0,33 litro (um Seidel, kleines Bier ou Glas Bier) e 0,5 litro (um Krügerl ou großes Bier ou Hoibe). Em festivais, às vezes também são servidos um Maß de um litro e um Doppelmaß de dois litros no estilo bávaro. Os tipos de cerveja mais populares são a pale lager (conhecida como Märzen na Áustria), a naturalmente turva Zwicklbier e a cerveja de trigo . Em feriados como o Natal e a Páscoa, a cerveja bock também está disponível.
As cervejas austríacas são tipicamente lager pálida, com as exceções mencionadas acima. Uma cerveja "Estilo Viena" em âmbar escuro foi introduzida na cidade durante o século XIX, mas não é mais comum lá.

### Vinho

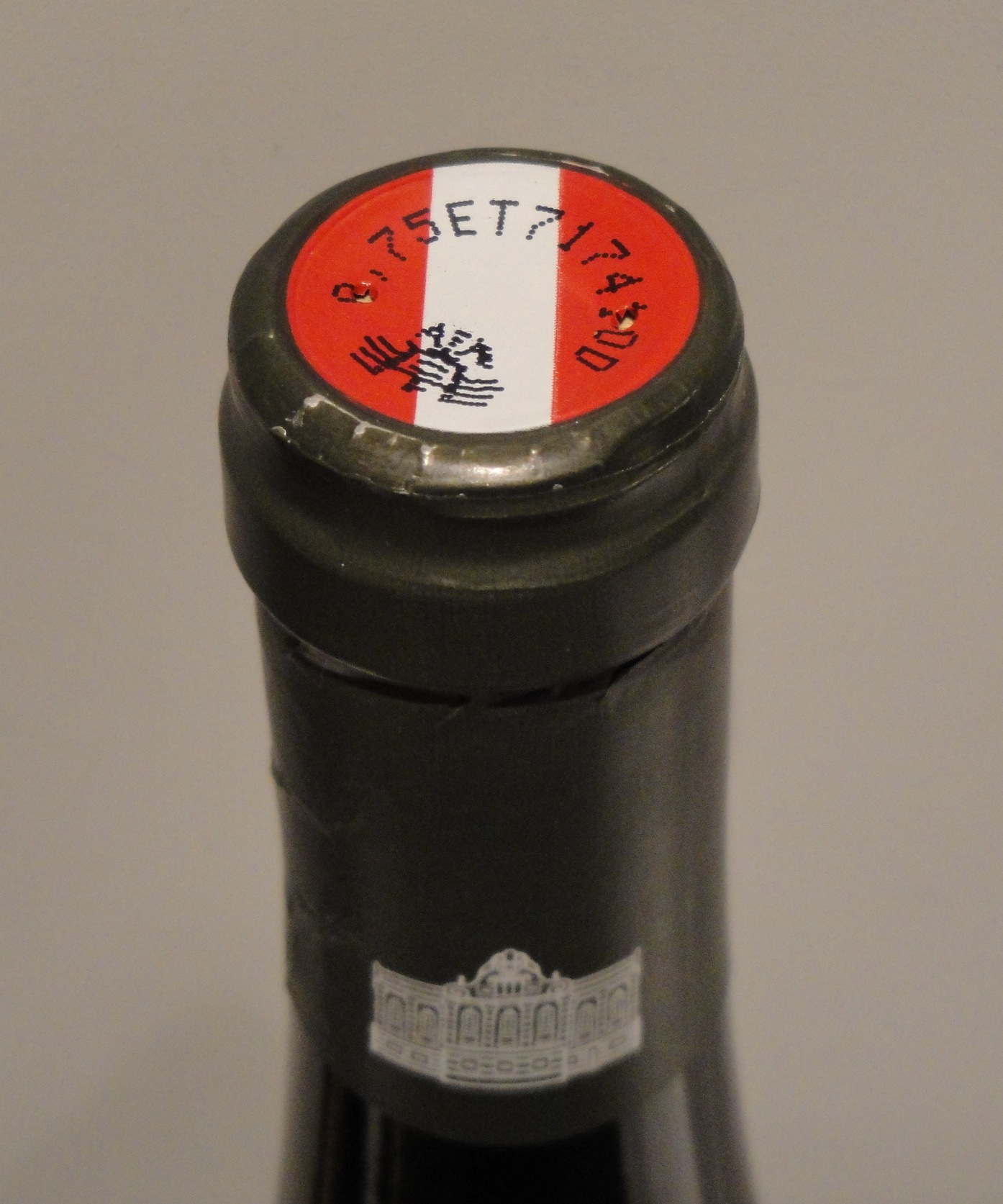
O selo de vinho austríaco é usado em todos os vinhos no nível Qualitätswein

O vinho é cultivado principalmente no leste da Áustria. As áreas de produção de vinho mais importantes estão na Baixa Áustria, Burgenland, Styria e Viena. A uva Grüner Veltliner fornece alguns dos vinhos brancos mais notáveis da Áustria; Zweigelt é a uva de vinho tinto mais plantada. O sul de Burgenland é uma região que cultiva principalmente uvas vermelhas; a área "Seewinkel", a leste de Neusiedler See, no norte de Burgenland, tem mais culturas de vinho mistas e é famosa por seus vinhos doces. O vinho é cultivado até mesmo dentro dos limites da cidade de Viena - a única capital europeia onde isso é verdade - e um pouco é inclusive produzido sob os auspícios do conselho municipal.
Vinho jovem (isto é, vinho produzido a partir de uvas da safra mais recente cuja fermentação alcoólica ainda não terminou e ainda não foi separada de sua levedura) é chamado de Heuriger e dá o nome a pousadas em Viena e arredores, que servem vinho Heuriger com comida. Na Styria, Carinthia e Burgenland, as pousadas Heuriger são conhecidas como Buschenschanken .

### Outras bebidas alcoólicas
Na Alta Áustria, Burgenland, Baixa Áustria, Styria e Carinthia, Most, o suco fresco de uvas ou maçãs é produzido, enquanto Sturm ("tempestade"), um suco de uva semi-fermentado é bebido após a colheita das uvas. A Most e a Sturm são pré-etapas do vinho.
No final da refeição, às vezes bebe-se aguardente (conhaque de frutas), normalmente com até 60% de álcool. Na Áustria, o schnaps é feito de uma variedade de frutas, por exemplo, damascos, sorvas, raízes de genciana, várias ervas e até flores. A produção de pequenas destilarias privadas de aguardente, das quais existem cerca de 20.000 na Áustria, é conhecida como Selberbrennter ou Hausbrand.

## Lanche

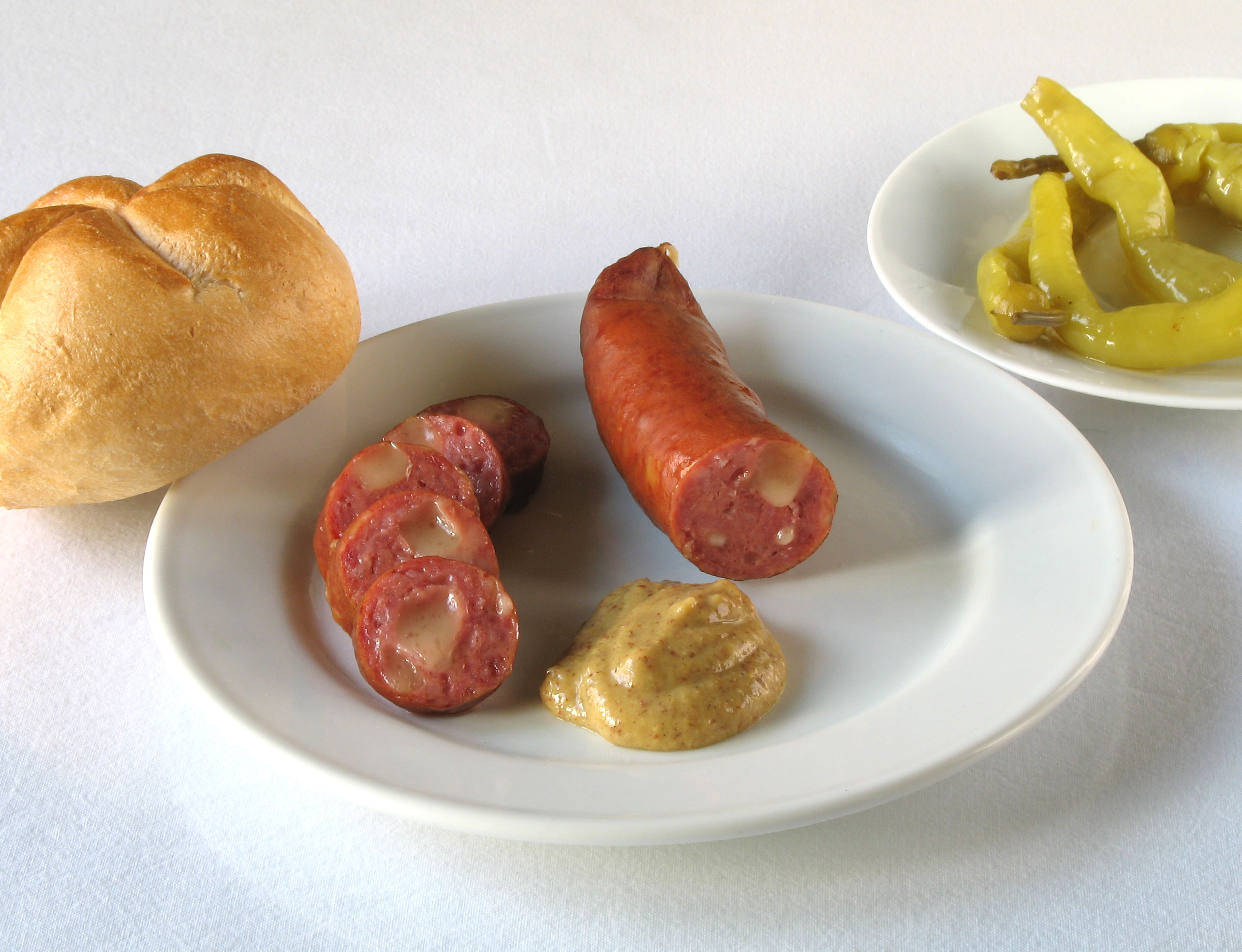
Uma salsicha Käsekrainer com um pão Kaiser e mostarda

Para os alimentos consumidos entre as refeições existem muitos tipos de sanduíches abertos chamados "belegte Brote", ou diferentes tipos de linguiça com mostarda, ketchup e pão, bem como linguiça fatiada, pão Leberkäse ou Schnitzelsemmeln (pães recheados com schnitzel).

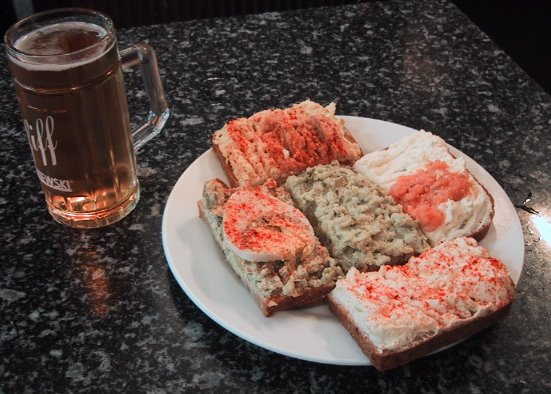
Sanduíches abertos em Viena, com cerveja tamanho Pfiff

Tradicionalmente, você pode obter um Wurstsemmel (um pãozinho recheado, geralmente, com Extrawurst, um tipo especial de linguiça em fatias finas, geralmente com uma fatia de queijo e picles ou cornichon) em um açougue ou no balcão da delicatessen de um supermercado.
Existem também outras iguarias comuns, mas informais, que são típicas da comida austríaca. Por exemplo, o Bosna ou Bosner (uma salsicha temperada em um pãozinho de cachorro-quente ), que é parte integrante do cardápio de uma típica lanchonete austríaca, a barraca de linguiças (Würstelstand ). A maioria das salsichas austríacas contém carne de porco.

## Cozinha regional

### Baixa Áustria
Na Baixa Áustria, são cultivadas iguarias locais como papoulas Waldviertel, aspargos Marchfeld e damascos Wachau. Famosos são os "Marillenknödel": pequenos bolinhos recheados com damascos e pão ralado quente frito na manteiga. A sua influência pode ser sentida na gastronomia local, por exemplo no macarrão de semente de papoula "Mohnnudeln". Os pratos de caça são muito comuns. A Baixa Áustria é notável pelas diferenças dentro de sua culinária regional, devido ao seu tamanho e à variedade de sua paisagem.

### Burgenland
A culinária de Burgenland foi influenciada pela culinária húngara, devido à sua posição anterior na parte húngara do Império Austro-Húngaro. Os pratos consistem principalmente de peixe, frango ou porco. As batatas são o acompanhamento mais comum, por exemplo, batatas trituradas com cebolas chamadas "Greste Krumpian" (= Geröstete Kartoffeln, que vem de "geröstet", que significa "assado", e o termo húngaro "krumpli" para batatas). Devido à influência húngara, os pratos burgenlandeses são frequentemente mais apimentados do que em qualquer outra parte da Áustria, frequentemente indicados com os termos "Zigeuner. . . " ("Cigano") ou "Serbisch. . . " ("Sérvio"). Polenta é um acompanhamento popular entre a minoria croata de Burgenland. No dia de São Martinho (11 de novembro), costuma-se preparar um Martinigan (ganso de São Martinho), e a carpa é um prato típico de Natal.

### Styria
Nos Buschenschanken da Estíria (tabernas sazonais), Verhackertes (a pasta feita a partir de bacon cru finamente picado) é servido. Schilcher, um rosé muito seco, é o estilo regional de vinho da Estíria Ocidental. Uma iguaria típica da Estíria é o óleo de semente de abóbora, que se presta especialmente a saladas por causa de seu sabor de nozes. Muitas variedades de prato de abóbora também são muito populares. Heidensterz, que se assemelha a uma versão seca e quase quebradiça de grãos feitos de farinha de trigo-sarraceno, é um prato local apreciado em climas frios. Especialmente no outono, os pratos de caça são muito comuns.

### Carinthia
Os muitos lagos da Caríntia significam que o peixe é um prato principal popular. Cereais, laticínios e carne são ingredientes importantes na culinária da Caríntia. Kasnudeln da Caríntia (bolsos de massa de macarrão cheios de quark e hortelã) e Schlickkrapfen menor (principalmente com recheio de carne) são iguarias locais bem conhecidas. Klachlsuppe (sopa de porco de trotter) e Reindling (massa de fermento / bolo recheado com uma mistura de canela, açúcar, nozes e passas) também são produzidos localmente.

### Alta Áustria
Vários tipos de bolinhos são uma parte importante da culinária da Alta Áustria, assim como na vizinha Baviera e na Bohemia. Linzer Torte, um bolo que inclui amêndoas ou nozes e geleia de groselha, é uma sobremesa popular da cidade de Linz, capital desta parte do país. Linzeraugen são biscoitos finos e macios recheados com geléia de groselha, chamada Ribiselmarmelade, que tem um sabor forte.

### Salzburg

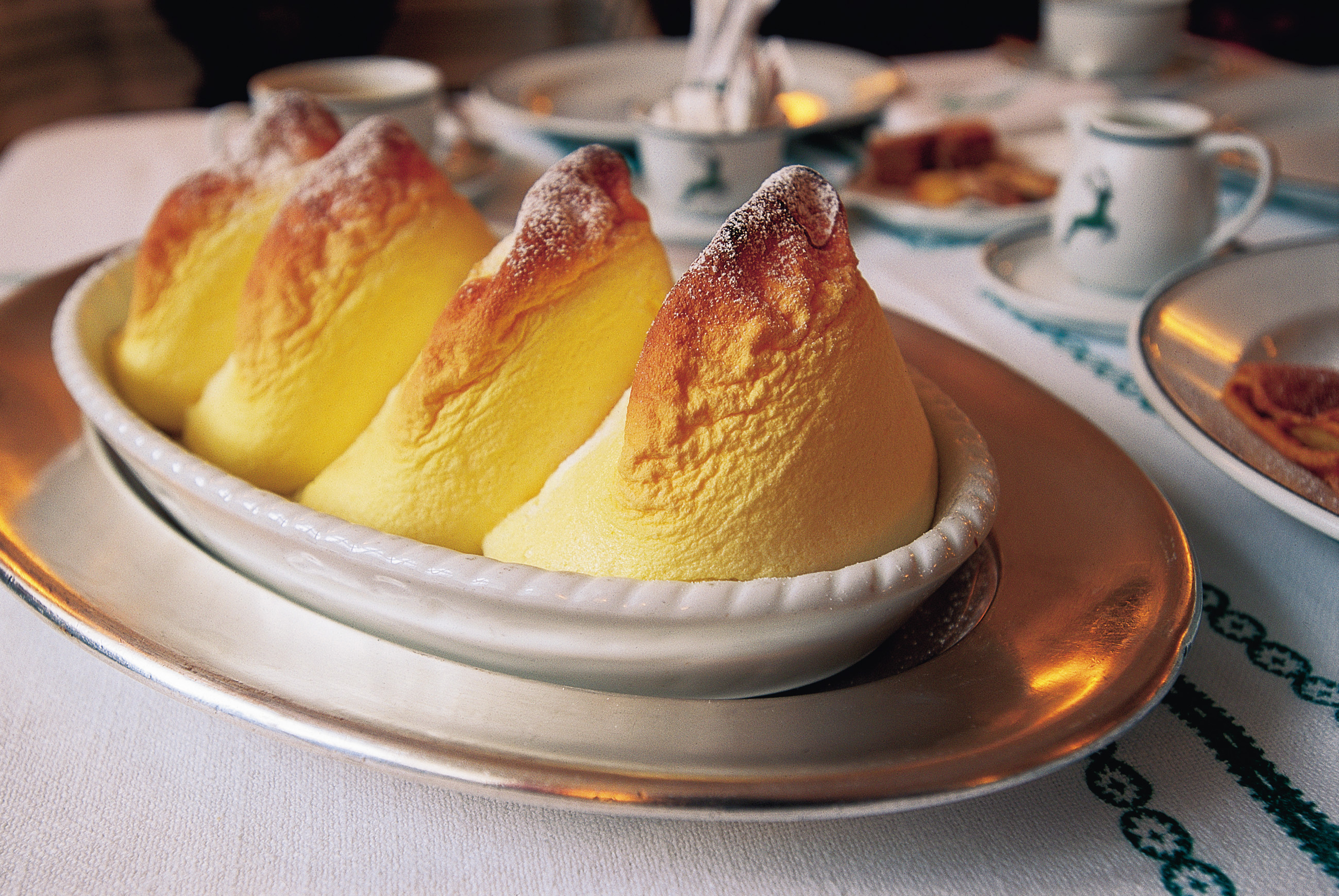
Salzburger Nockerln

Kasnocken (bolinhos de queijo) são uma refeição popular, assim como peixes de água doce, principalmente trutas, servidos de várias maneiras. Salzburger Nockerl (um prato parecido com merengue) é uma sobremesa local bem conhecida.

### Tirol
Bacon tirolês e todos os tipos de bolinhos, incluindo Speckknödel (bolinhos com pedaços de bacon) e Spinatknödel (quando feito de espinafre) são uma parte importante da culinária local. A cozinha tirolesa é muito simples pois, nos tempos antigos, os tiroleses não eram muito ricos, fazendo cultivo nas montanhas e nos vales em meio à região alpina. A comida tirolesa em geral contém leite, queijo, farinha e banha.

### Vorarlberg
A culinária de Vorarlberg foi influenciada pela culinária Alemannic, das vizinhas Suíça e Suábia. Queijo e produtos de queijo desempenham um papel importante na culinária, sendo Käsknöpfle e Kässpätzle (macarrão de ovo preparado com queijo) pratos populares. Outras iguarias incluem Krutspätzle (macarrão de chucrute), Käsdönnala (semelhante a uma quiche), Schupfnudla (feito de uma massa que mistura batata e farinha), Frittatensuppe (sopa de panqueca), Öpfelküachle (bolo de maçã) e Funkaküachle (bolo tradicionalmente consumido no primeiro domingo da Quaresma).

## Galeria

Dishes
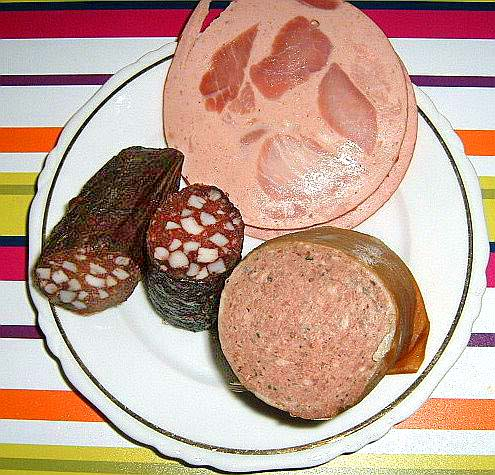
Bierschinken, Leberwurst e Blutwurst
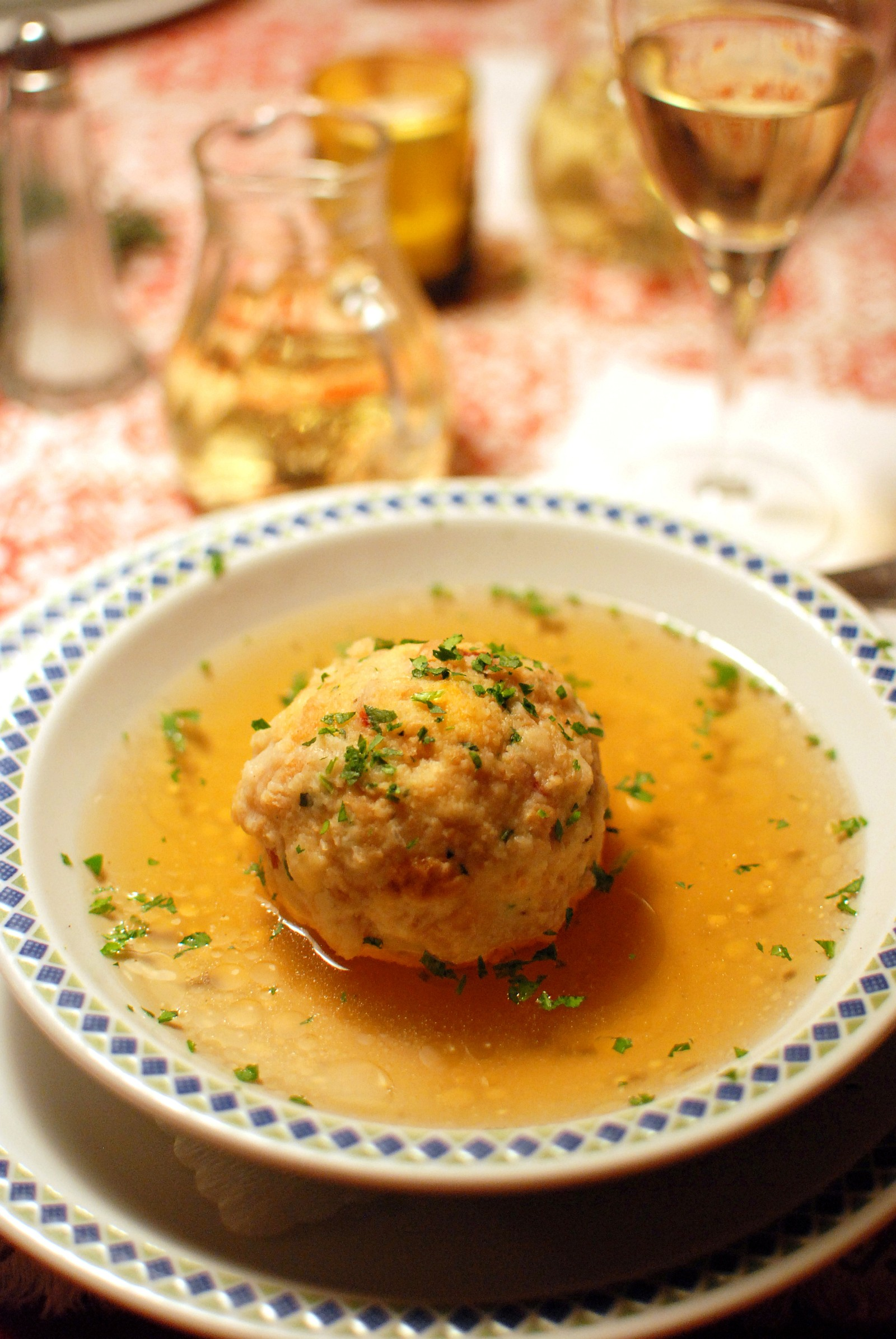
Tiroler Speckknödelsuppe
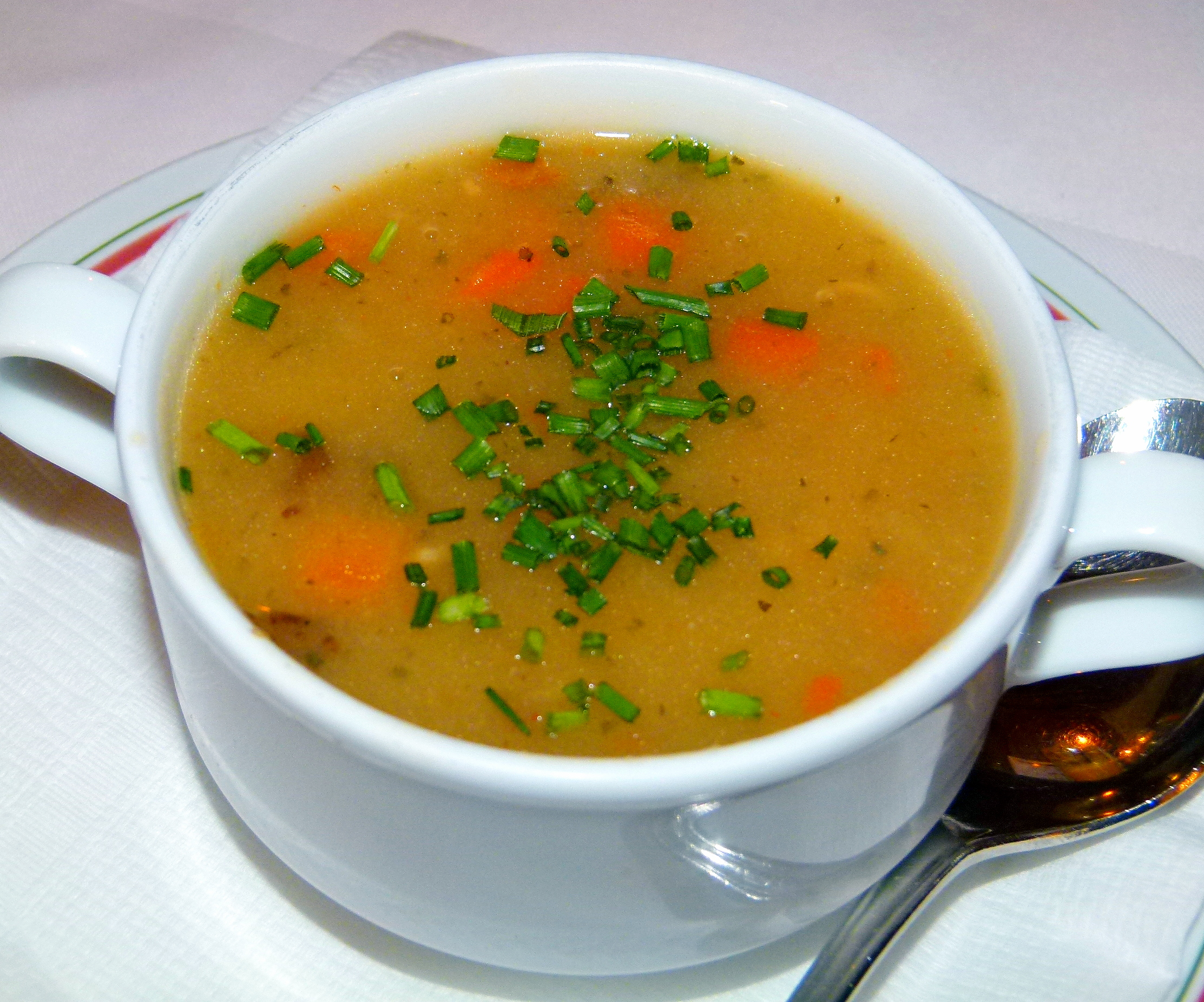
Erdäpfelsuppe
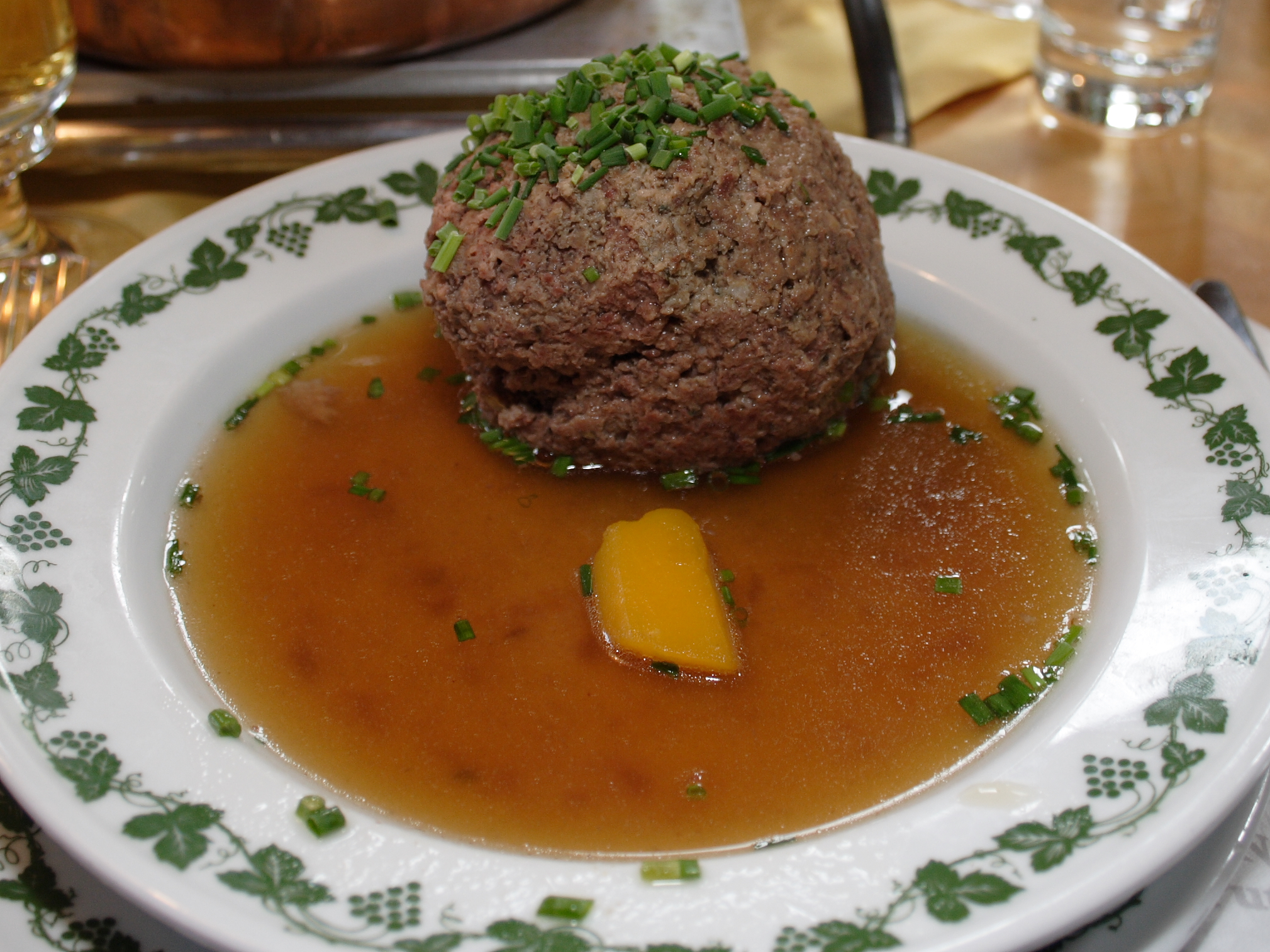
Leberknödelsuppe
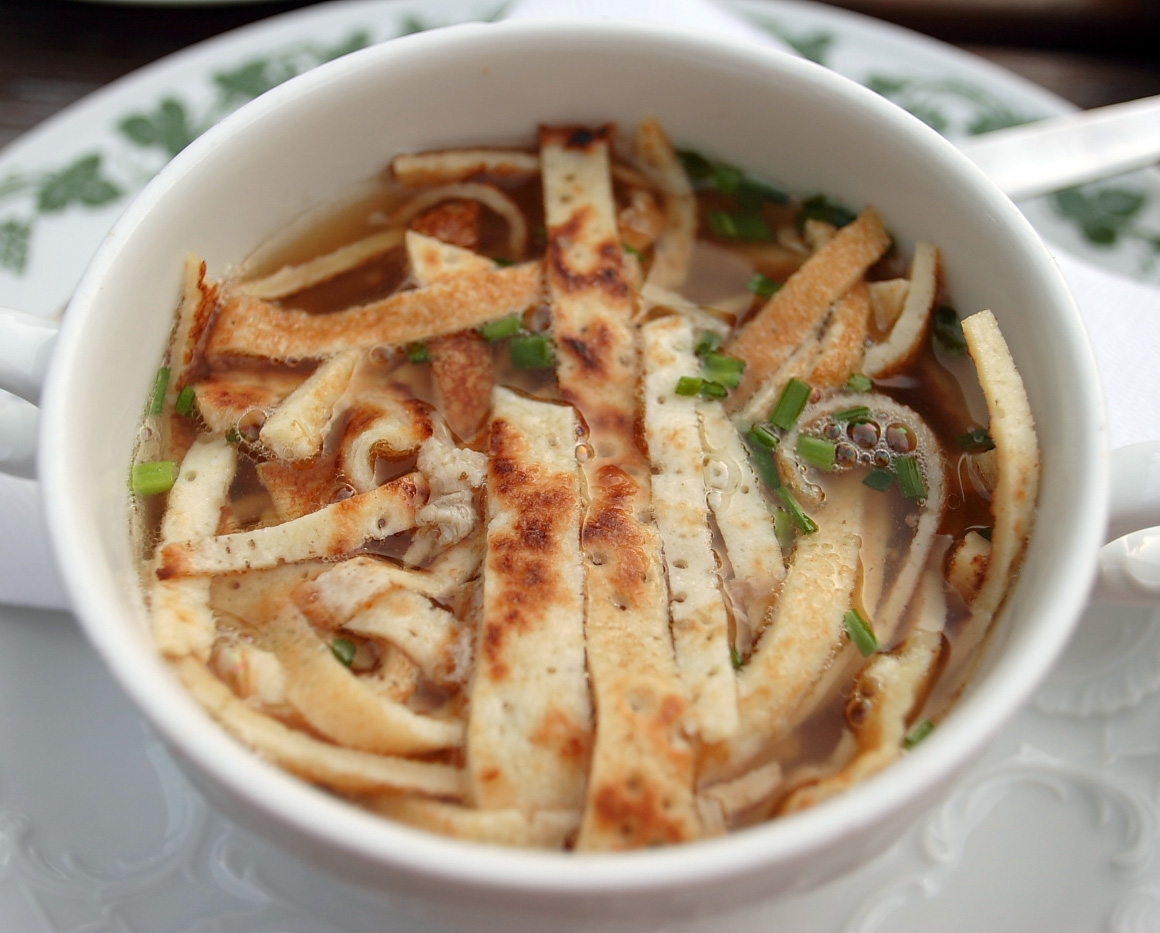
Frittatensuppe
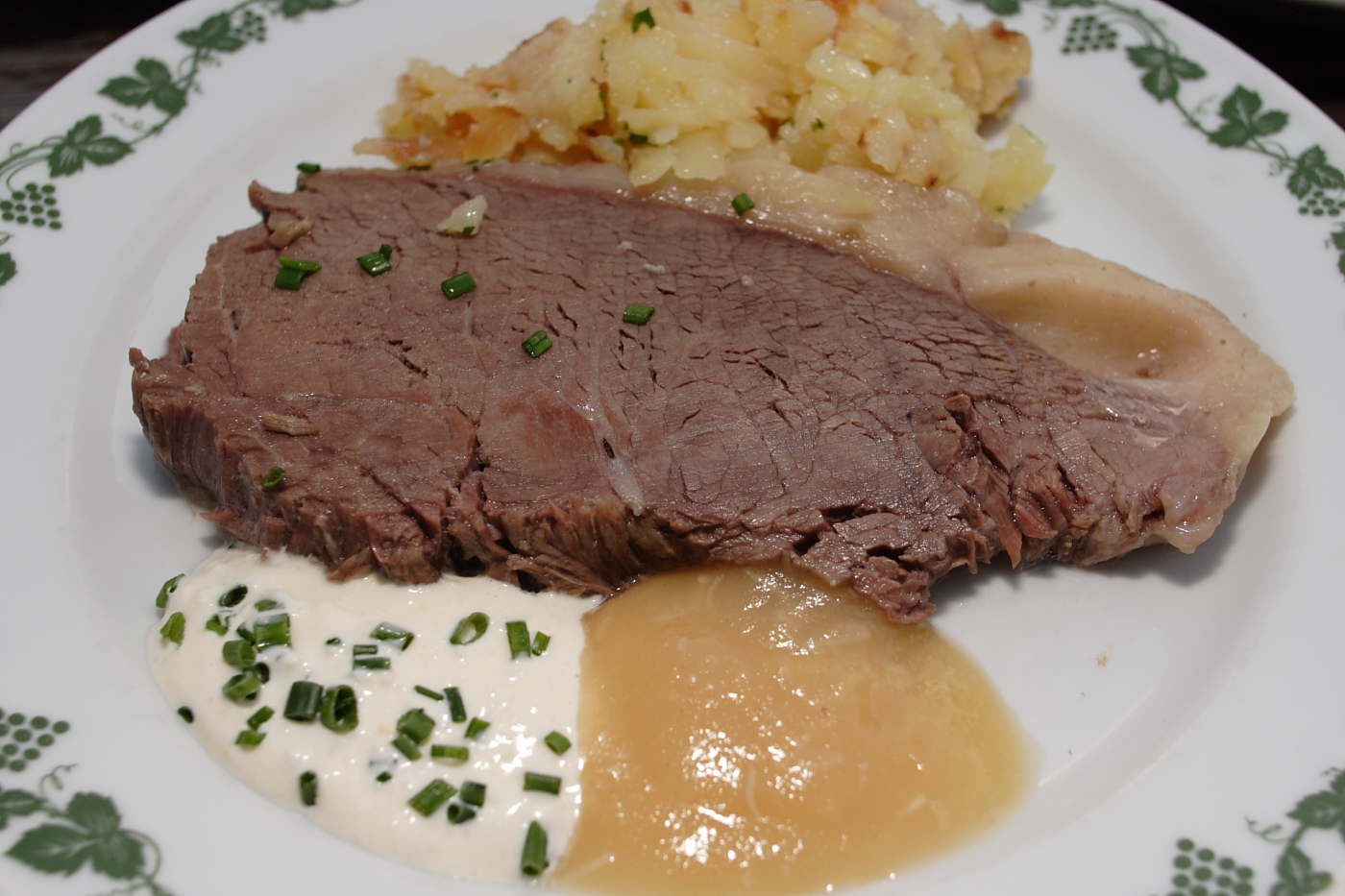
Tafelspitz
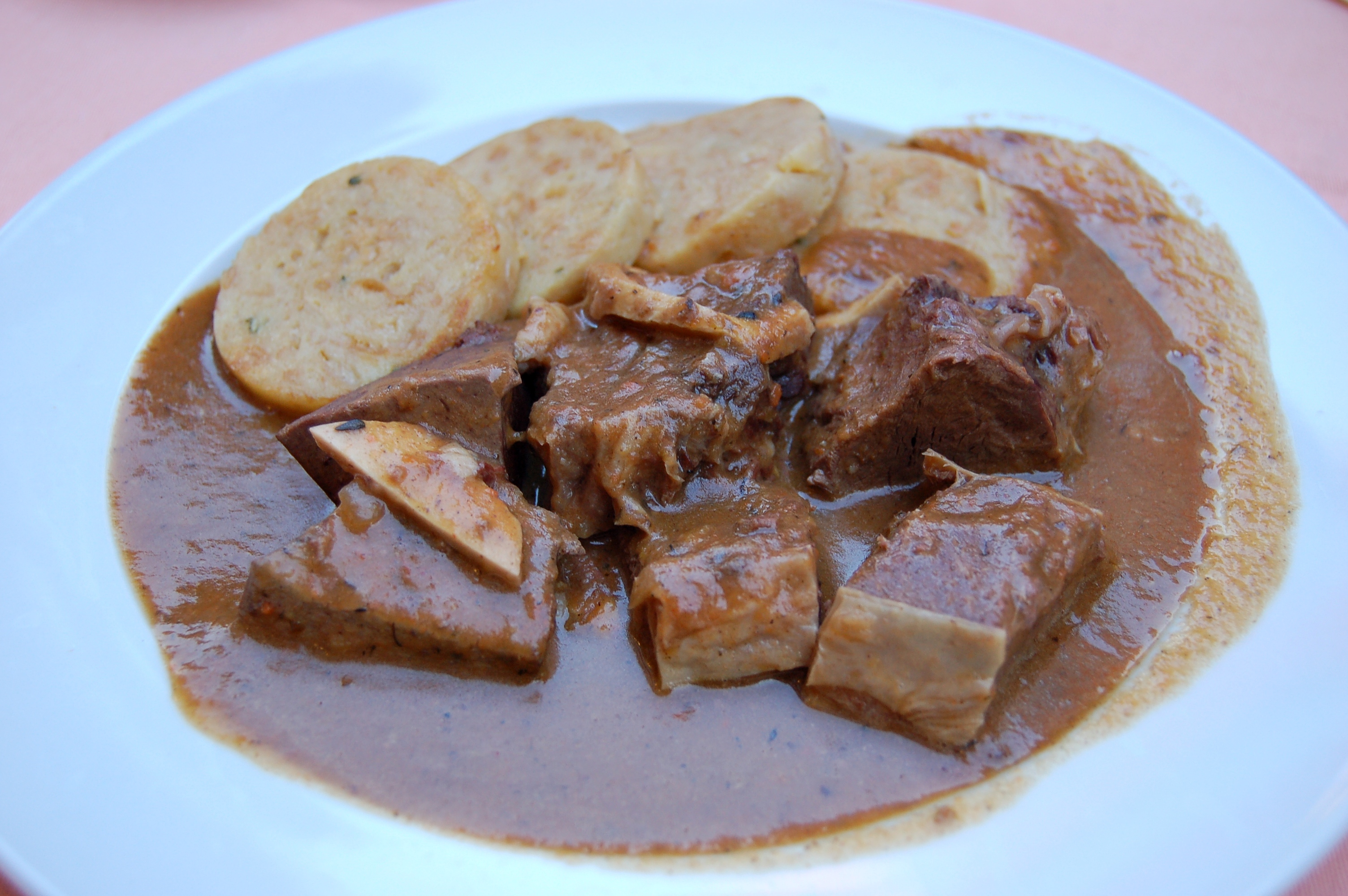
Bruckfleisch
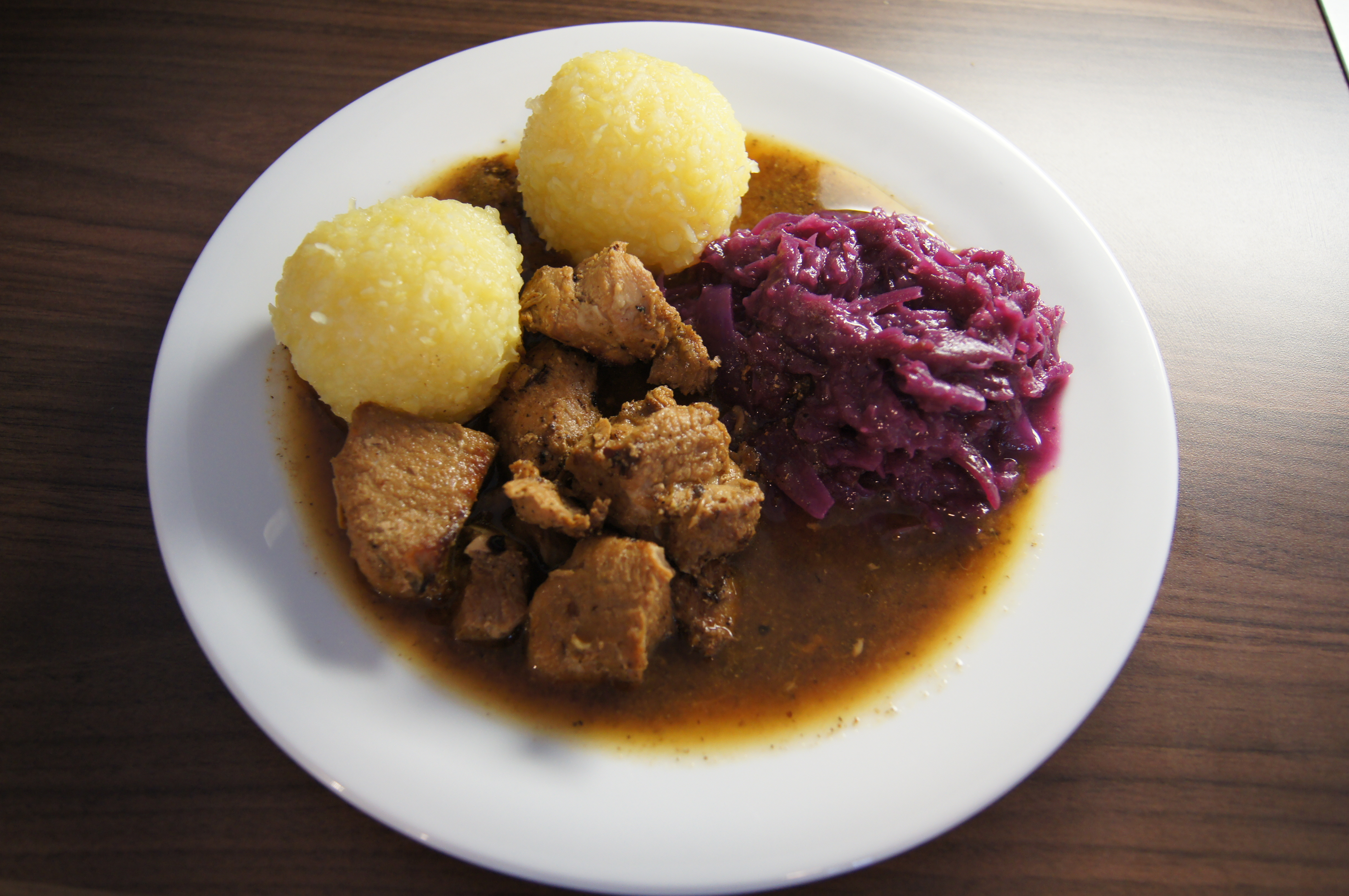
Rindsgulasch
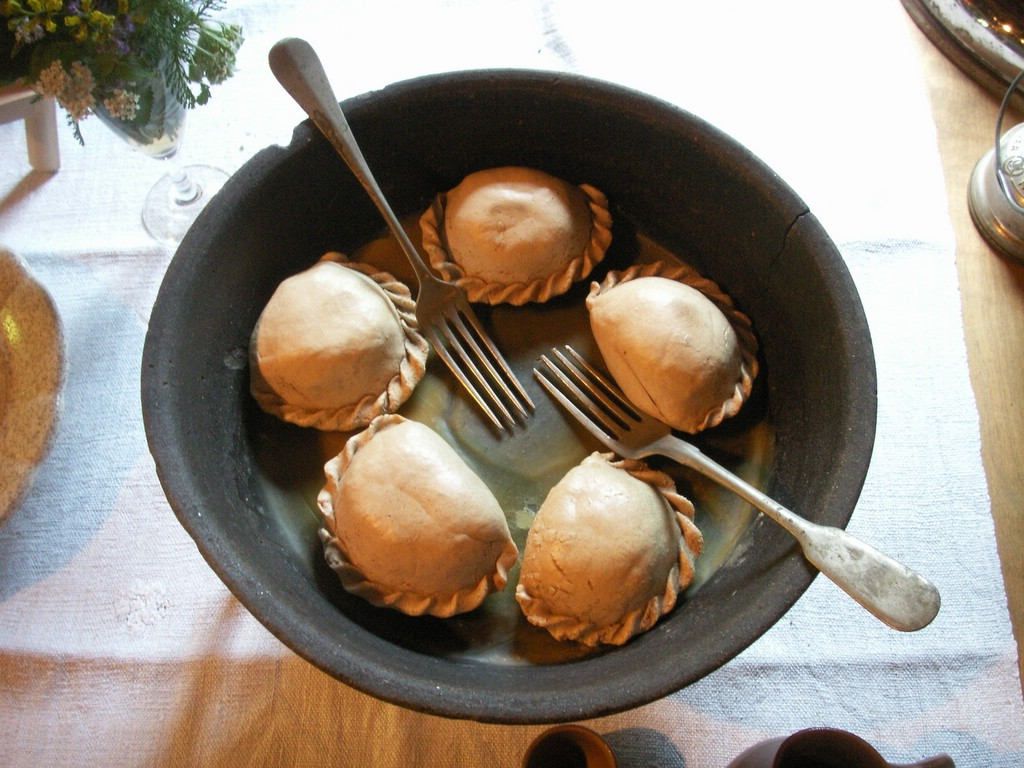
Käsnudel - macarrão de queijo da Caríntia
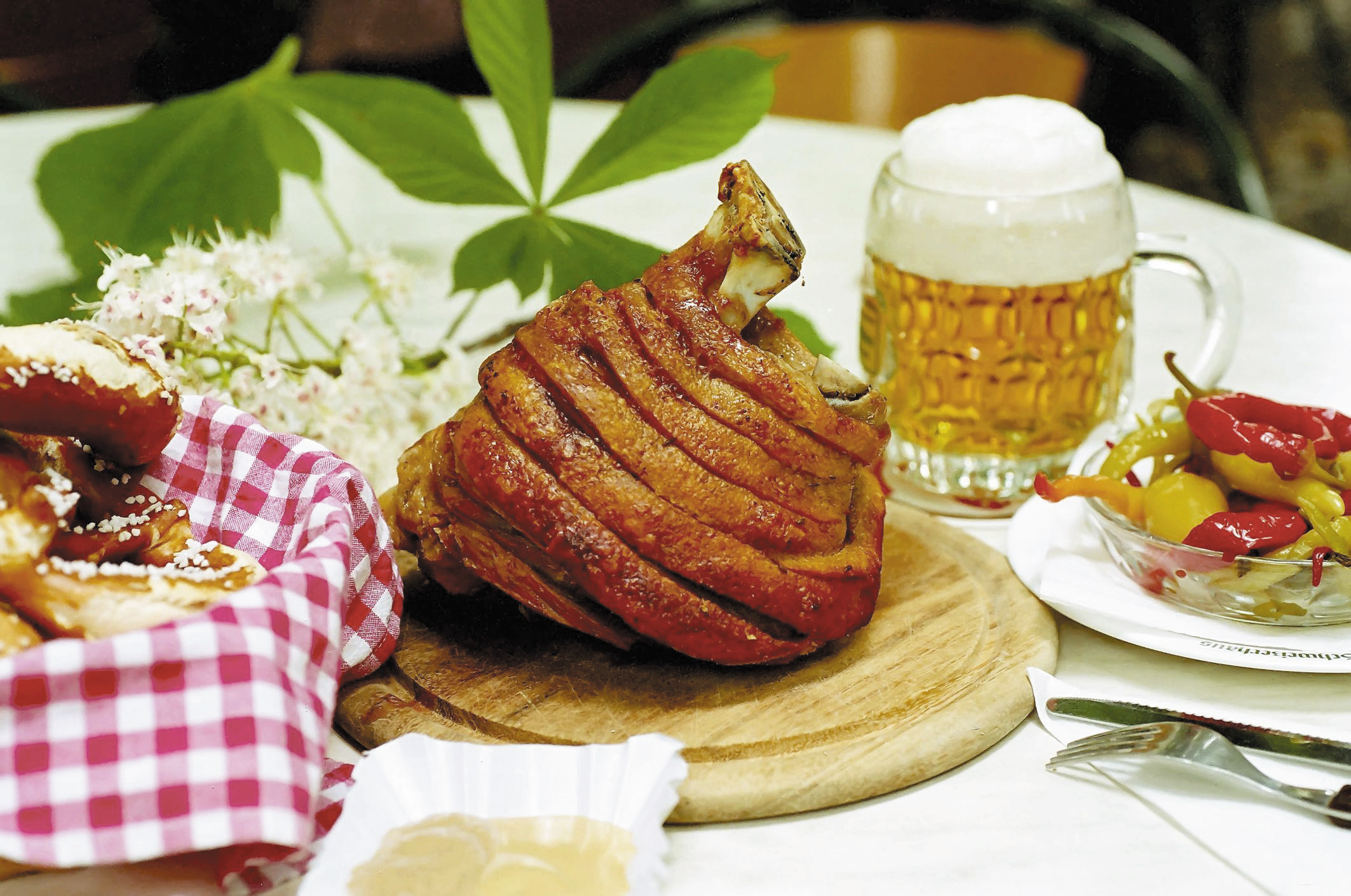
Stelze
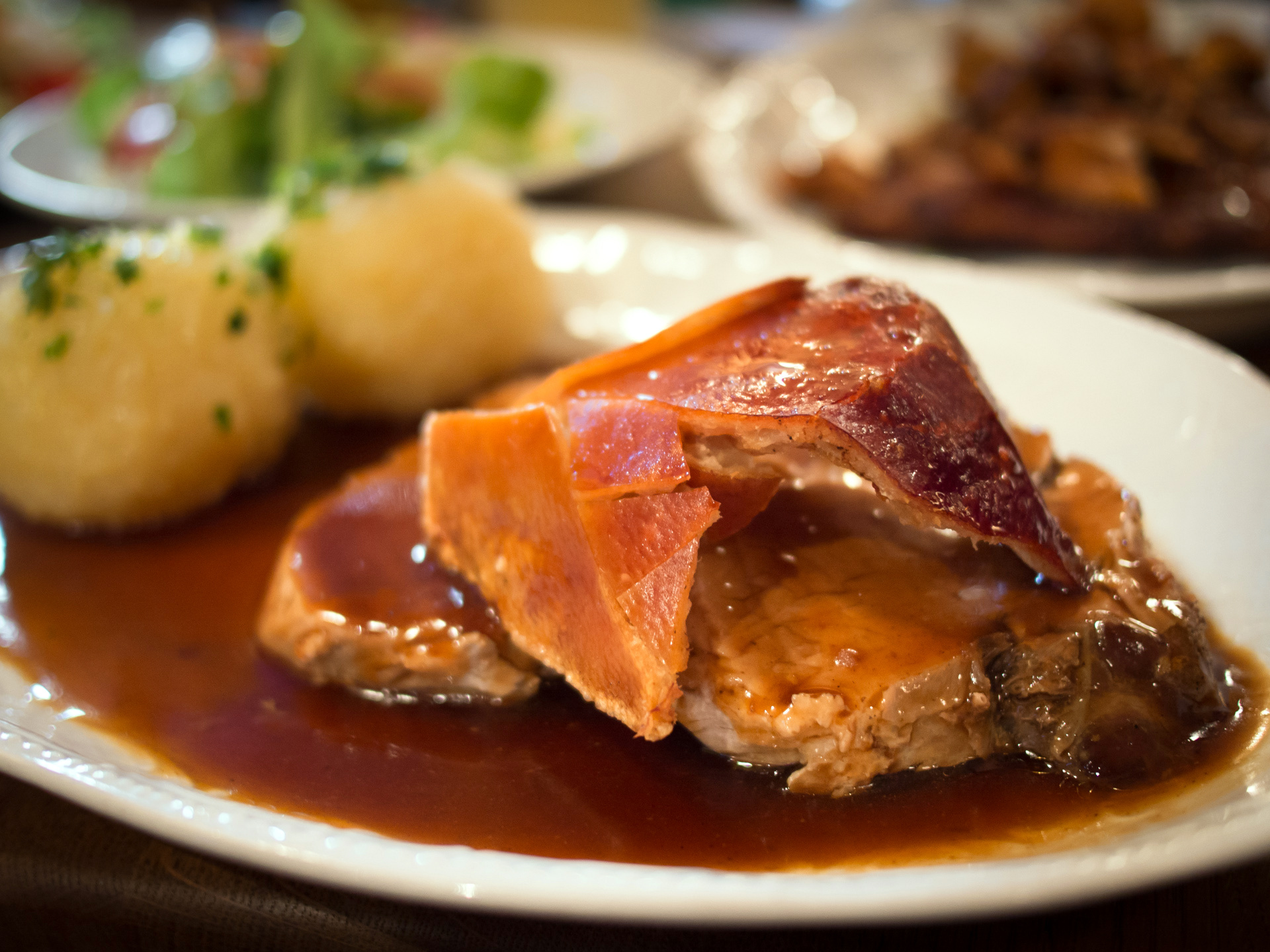
Krustenbraten mit Dunkelbiersoße, porco assado servido com molho de cerveja preta.
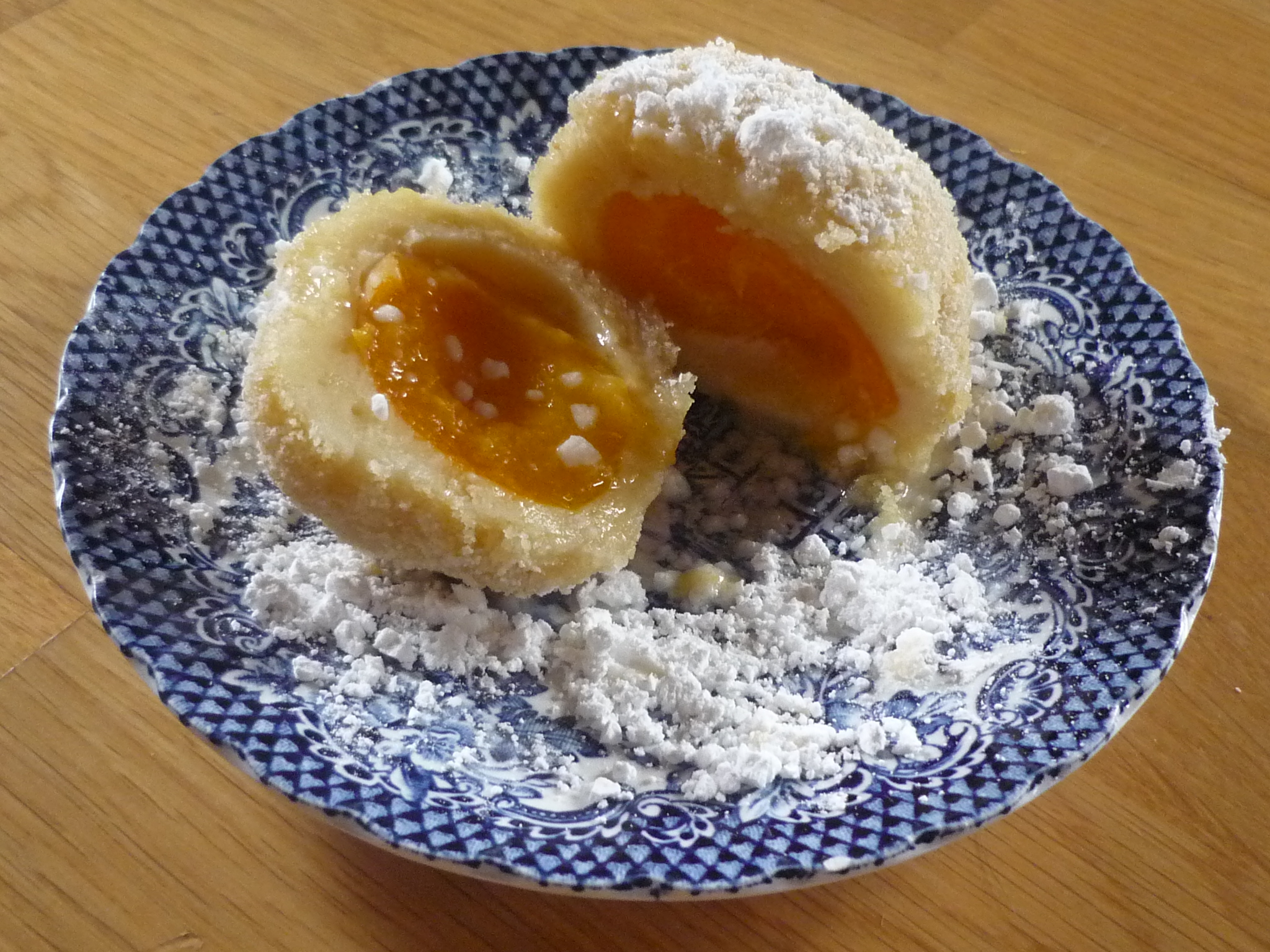
Marillenknödl
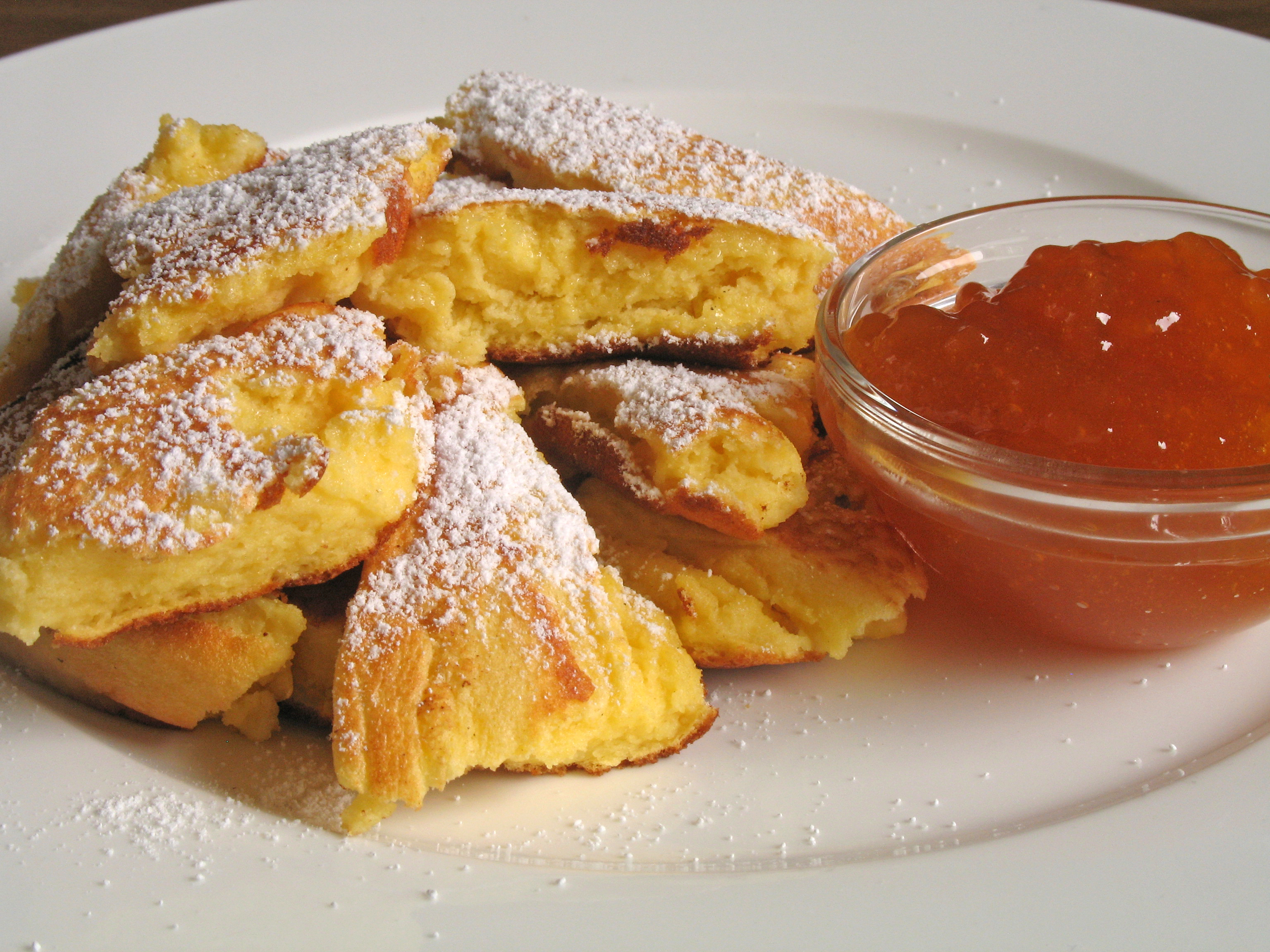
Kaiserschmarrn
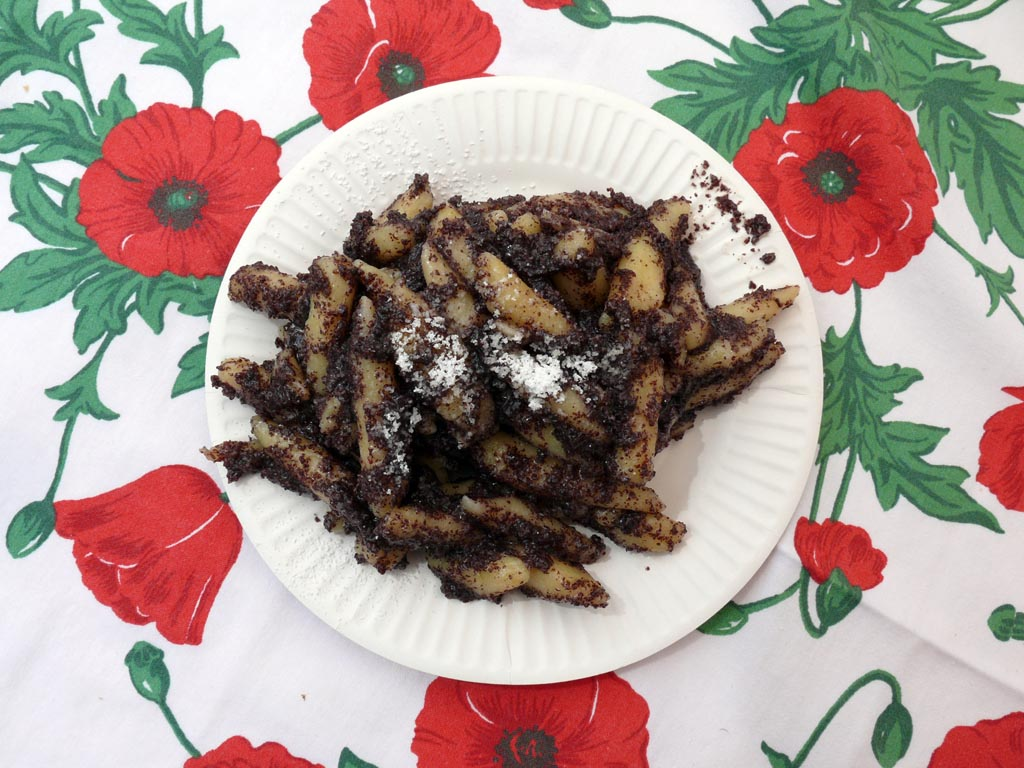
Mohnnudeln, macarrão de semente de papoula
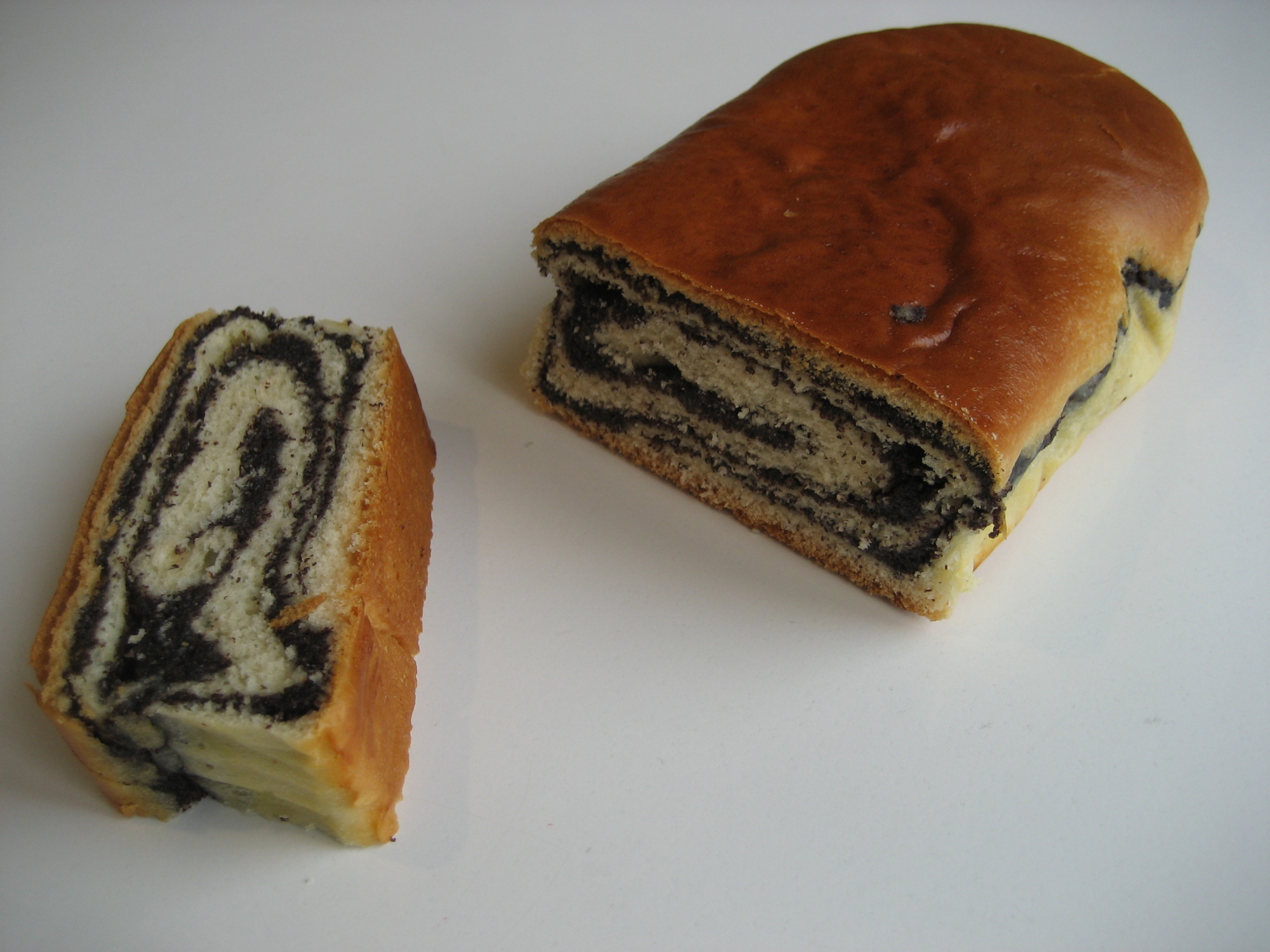
Mohnstrudel
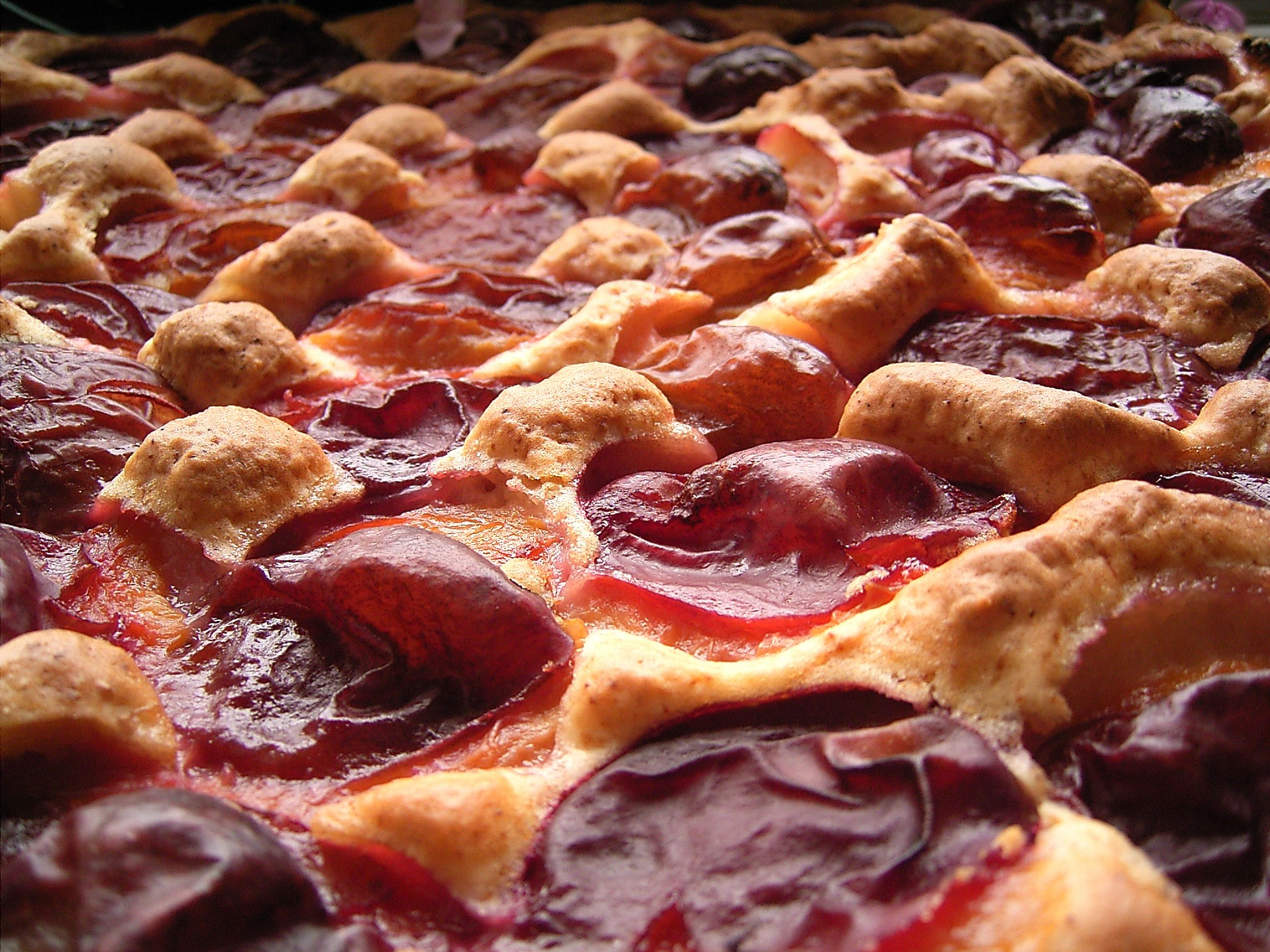
Bolo de ameixa
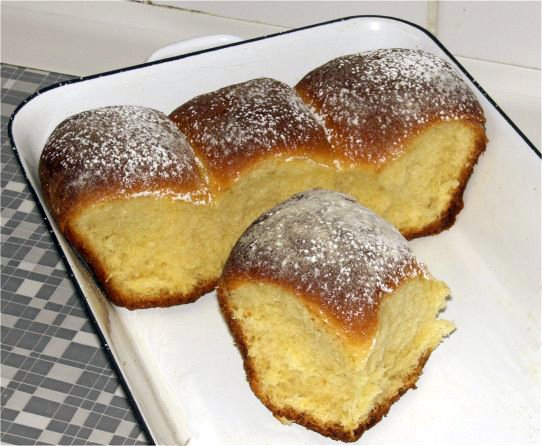
Buchteln
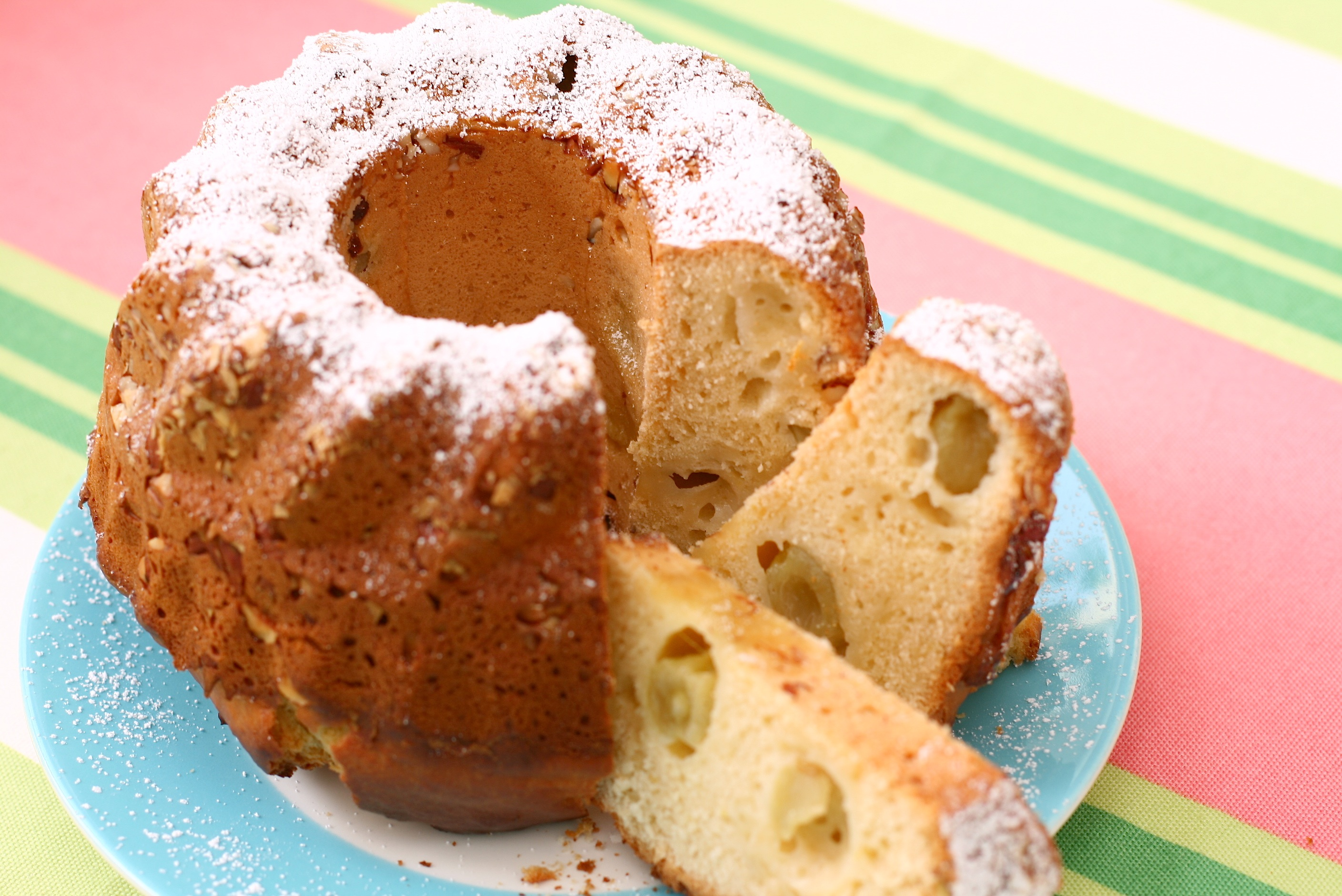
Bolo Bundt com Uvas
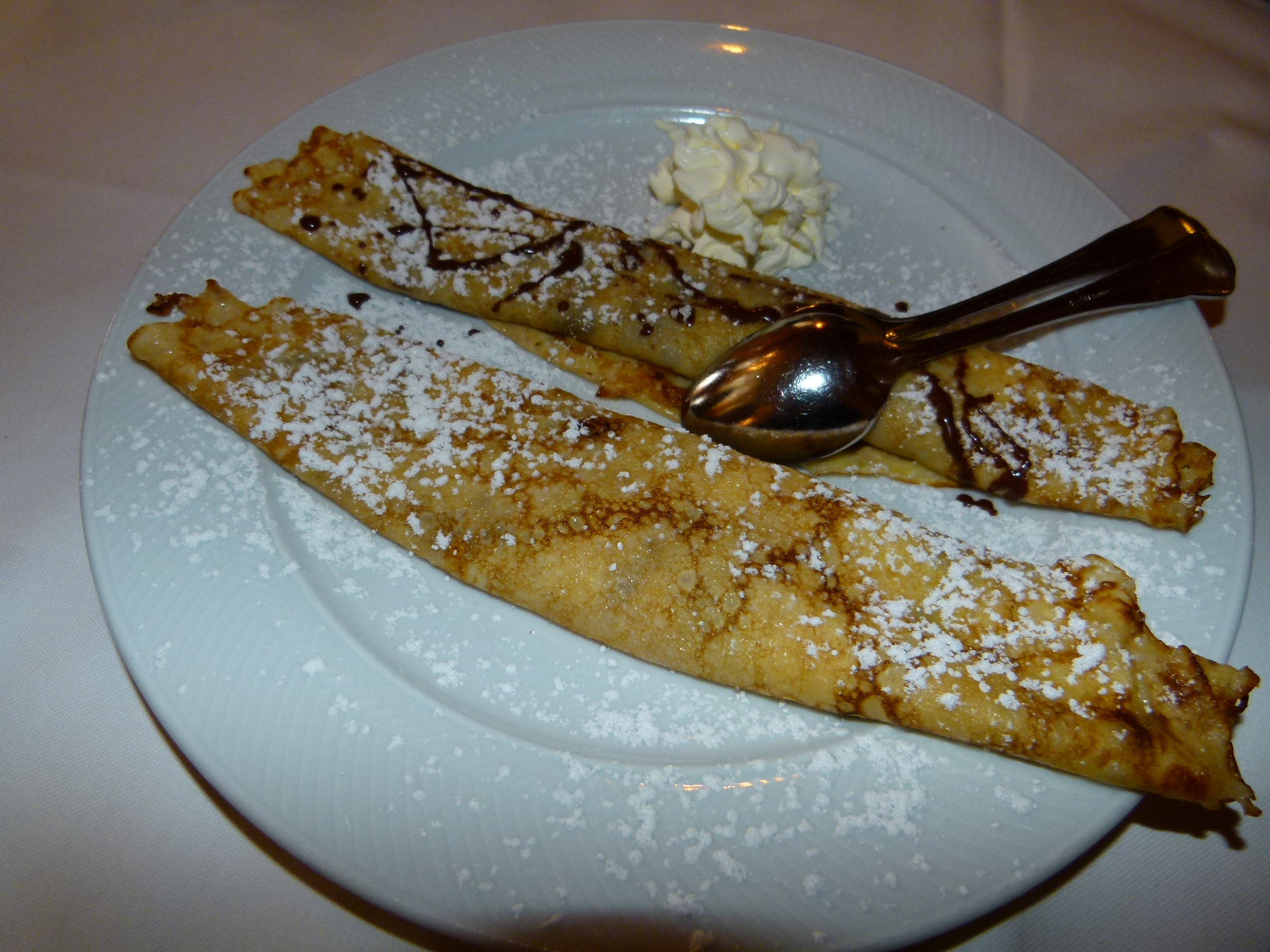
Palatschinken
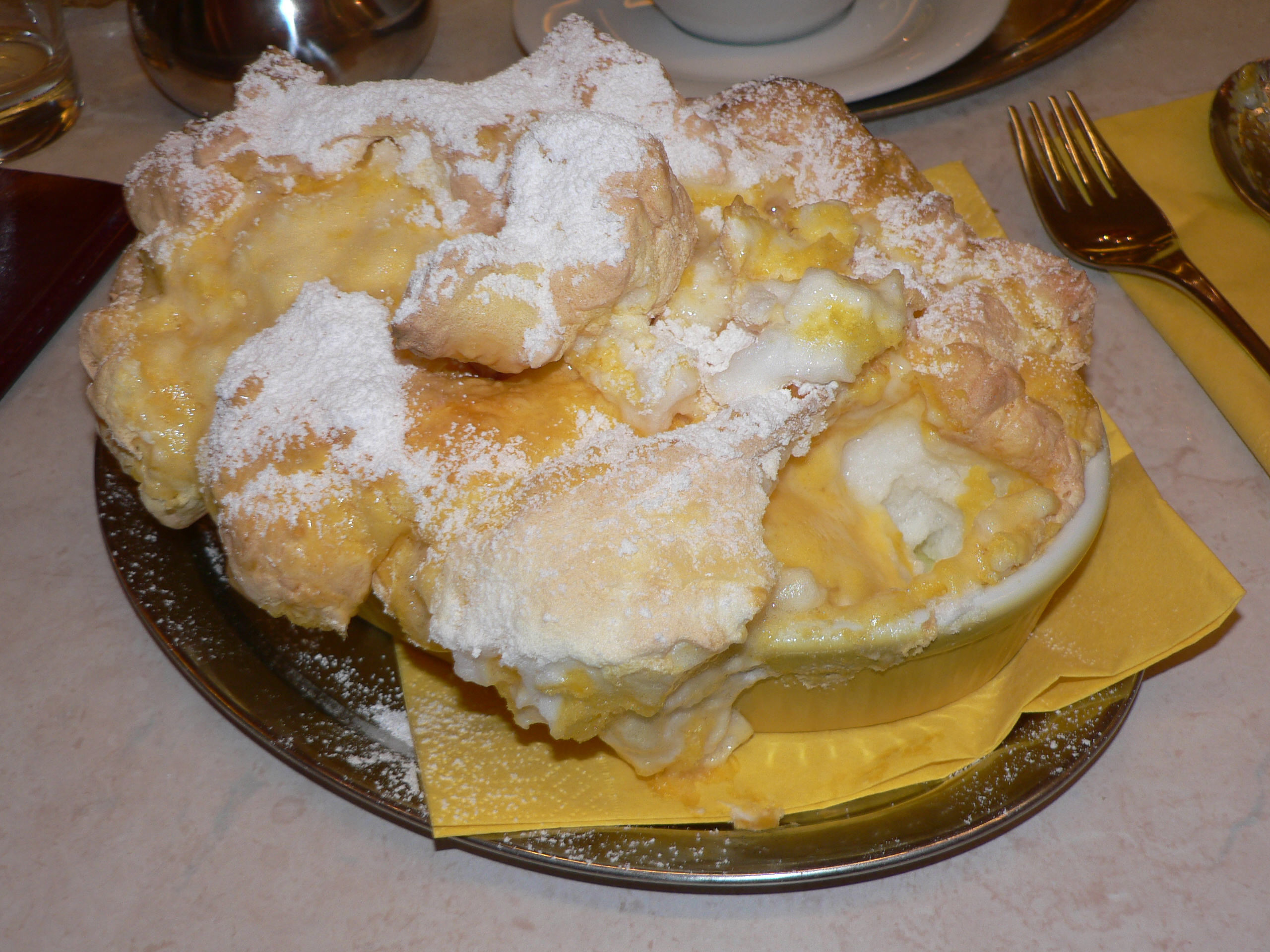
Salzburger Nockerln
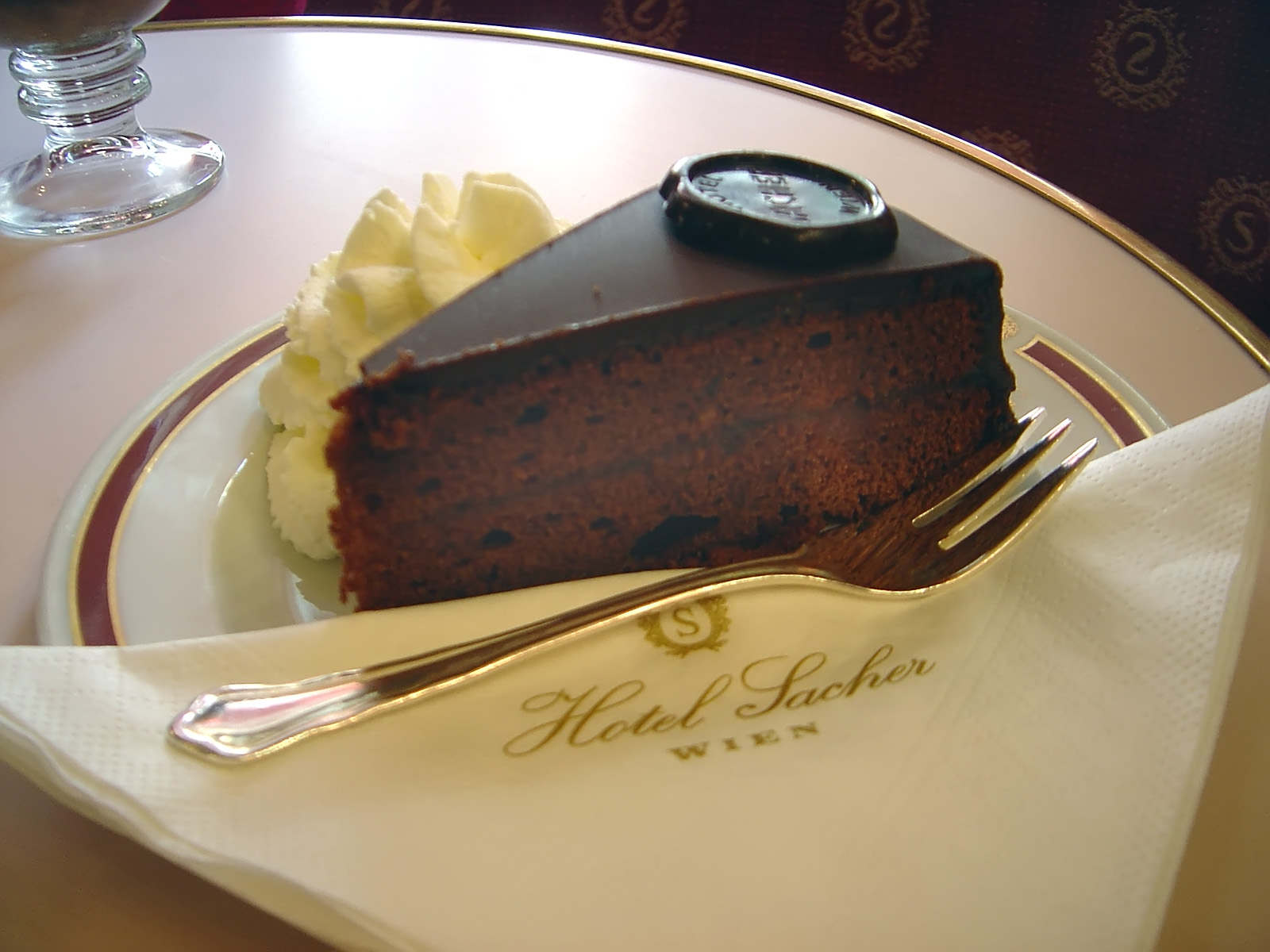
Sachertorte
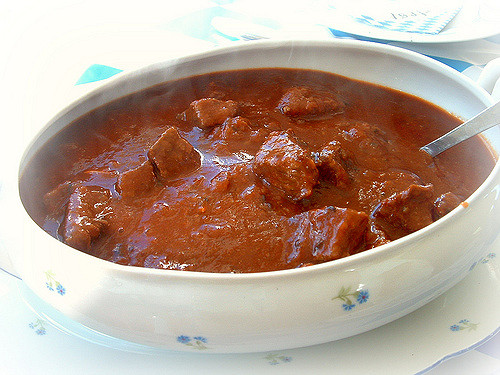
Saftgulasch
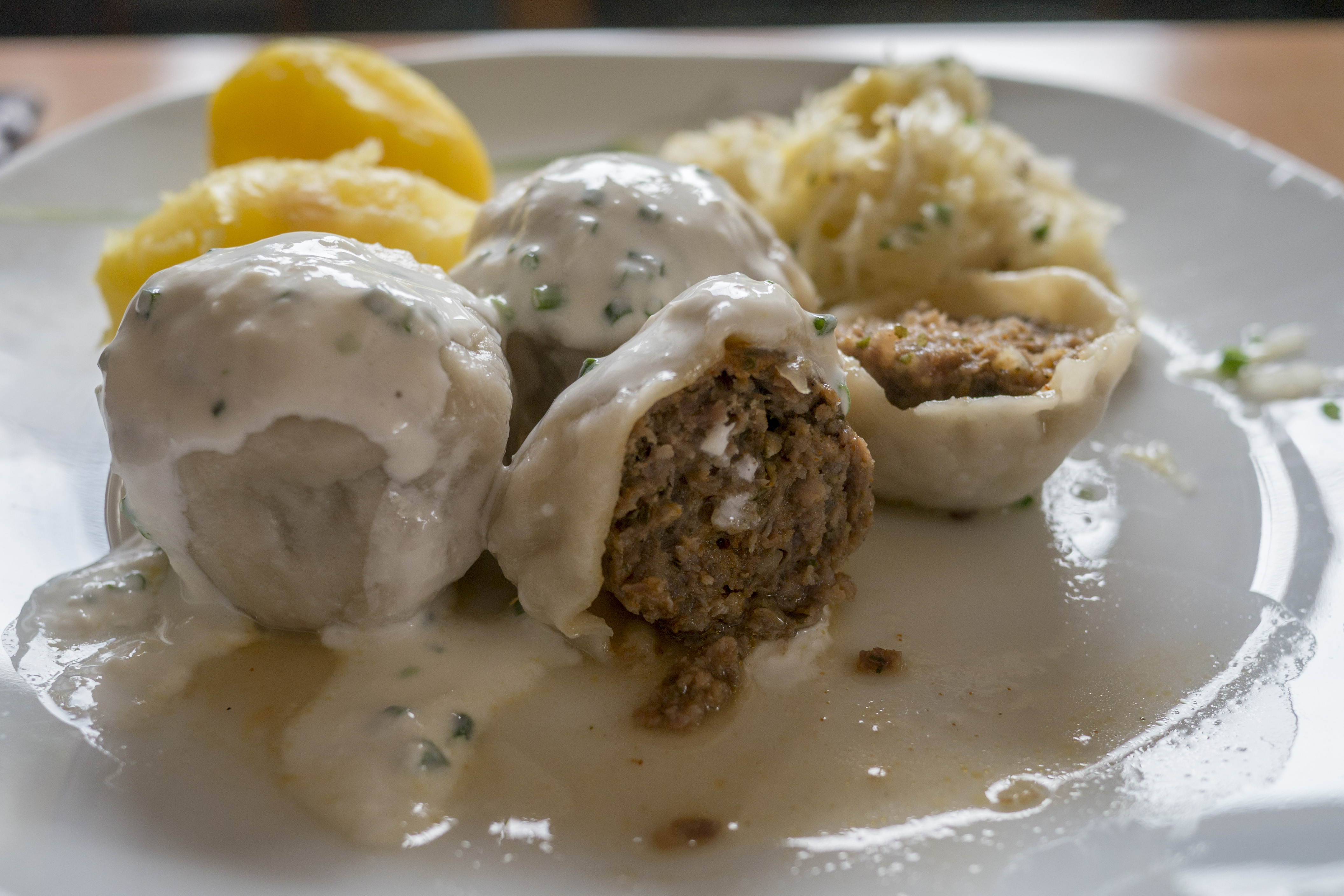
Bratknödel